# Giải Grammy cho album của năm
Giải Grammy cho album của năm (tiếng Anh: Grammy Award for Album of the Year) là một hạng mục giải thưởng do Viện hàn lâm Khoa học và Nghệ thuật Thu âm Quốc gia Hoa Kỳ trao tặng, nhằm "tôn vinh các cá nhân/tập thể có thành tựu nghệ thuật, kỹ thuật xuất sắc trong lĩnh vực thu âm, mà không xét đến doanh số bán album hay vị trí trên các bảng xếp hạng âm nhạc." Với tên gọi thông dụng là "The Big Award", album của năm vừa là hạng mục giải thưởng danh giá nhất tại giải Grammy, vừa là một trong bốn hạng mục lớn bên cạnh các giải nghệ sĩ mới xuất sắc nhất, thu âm của năm và bài hát của năm. Các giải này đều được trao tặng hàng năm kể từ lễ trao giải Grammy lần đầu tiên vào năm 1959. Đương kim giải thưởng là Beyoncé.

## Luật nhận giải
Qua nhiều năm, ban tổ chức đã thay đổi quy định về những người được trao giải:
- 1959–1965: Chỉ dành cho nghệ sĩ.
- 1966–1998: Nghệ sĩ và nhà sản xuất nhạc.
- 1999–2002: Nghệ sĩ, nhà sản xuất nhạc, kỹ sư thu âm hoặc người trộn âm.
- 2003–2017: Nghệ sĩ, nghệ sĩ khách mời, nhà sản xuất, kỹ sư thu âm hậu kỳ, kỹ sư thu âm hoặc người trộn âm (mixer).
- 2018–2020: Nghệ sĩ, nghệ sĩ khách mời, nhạc sĩ sáng tác bài hát (mới), kỹ sư thu âm hậu kỳ, kỹ sư thu âm hoặc người trộn âm (chỉ dành cho những người được đề tên trong ít nhất 33% thời lượng của album)
- 2021–2023: Nghệ sĩ, nghệ sĩ khách mời, nhà sản xuất nhạc, nhạc sĩ sáng tác bài hát (mới), kỹ sư thu âm hậu kỳ, kỹ sư thu âm và người trộn âm (không xét đến thời lượng được đề tên trong album)
- 2024–: Nghệ sĩ, nghệ sĩ khách mời, nhạc sĩ sáng tác bài hát (mới), kỹ sư thu âm hậu kỳ, kỹ sư thu âm hoặc người trộn âm (chỉ dành cho những người được đề tên trong ít nhất 20% thời lượng của album)

Số lượng đề cử của hạng mục lần lượt được mở rộng lên tám đề cử (2019) và mười đề cử (2022). Bắt đầu từ lễ trao giải năm 2024, số lượng đề cử đã được điều chỉnh lại thành tám đề cử.
Album của năm được trao cho toàn bộ album, giải thưởng này được trao cho nghệ sĩ, nghệ sĩ khách mời, nhà sản xuất nhạc, kỹ sư thu âm hậu kỳ, kỹ sư thu âm và người trộn âm có đóng góp đáng kể lên album ấy. Giải tương tự là thu âm của năm - được trao cho một đĩa đơn hoặc một bài của album. Giải này được trao cho nghệ sĩ, nhà sản xuất nhạc, kỹ sư thu âm hậu kỳ, kỹ sư thu âm hoặc người trộn âm cho bài hát đó.

## Thành tích

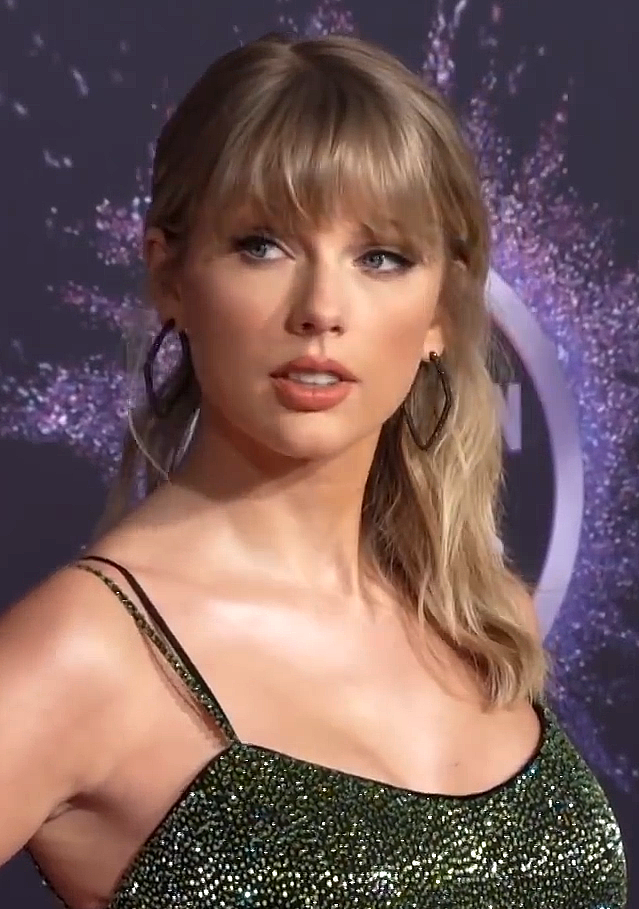
Taylor Swift là người thắng giải thưởng đến bốn lần. Cô là phụ nữ đầu tiên thắng cử hai và ba lần, đồng thời là nghệ sĩ duy nhất được đề tên chính cho cả bốn lần chiến thắng. Cô thắng cử vào các năm 2010, 2016, 2021 và 2024. Cô là nữ nghệ sĩ nhận được nhiều đề cử nhất (7 đề cử).

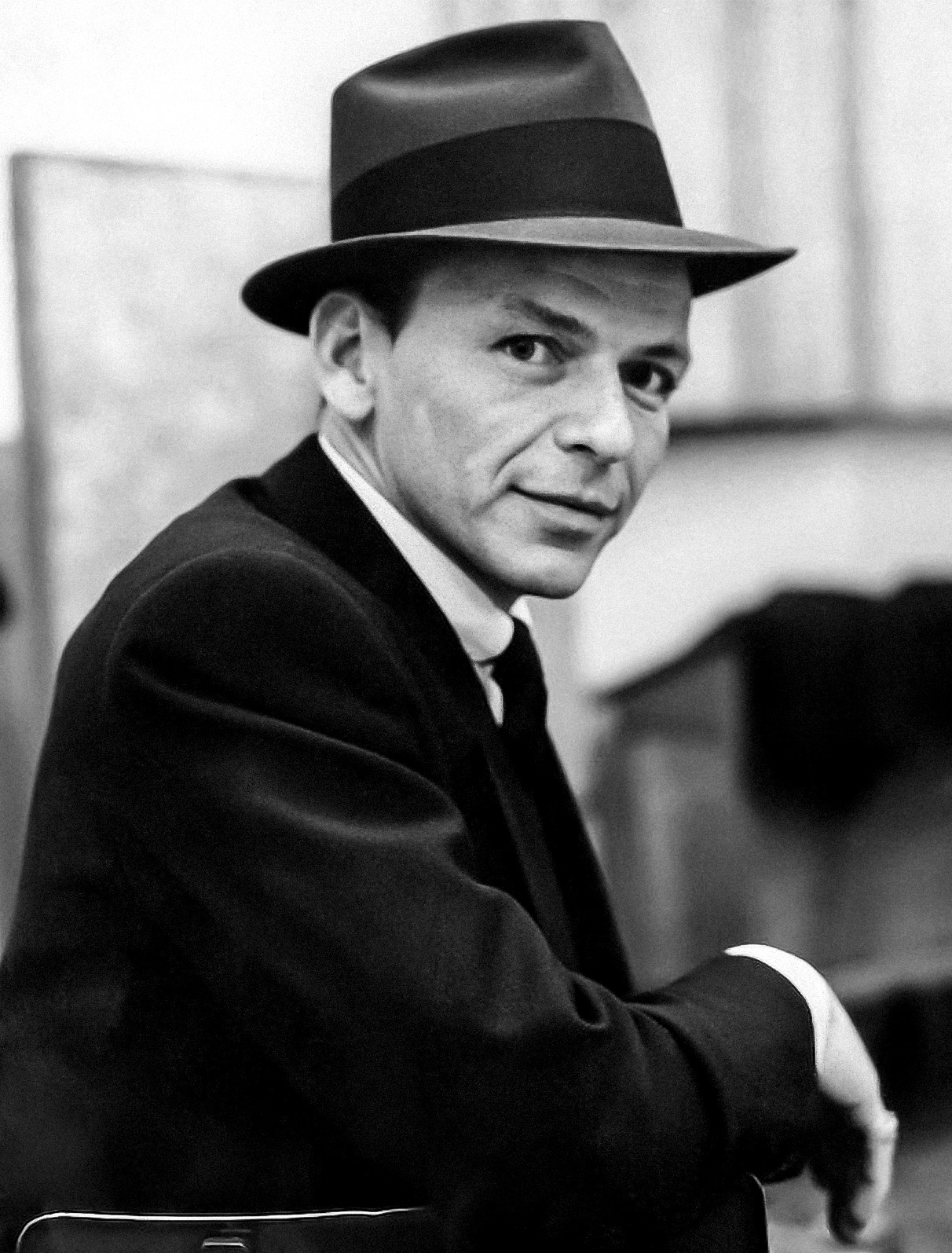
Frank Sinatra là nghệ sĩ đầu tiên thắng cử hai lần và chung cuộc đoạt được ba giải. Ông thắng cử vào các năm 1960, 1966 và 1967. Ông là nghệ sĩ nhận được nhiều đề cử nhất (8 lần) ở hạng mục này.

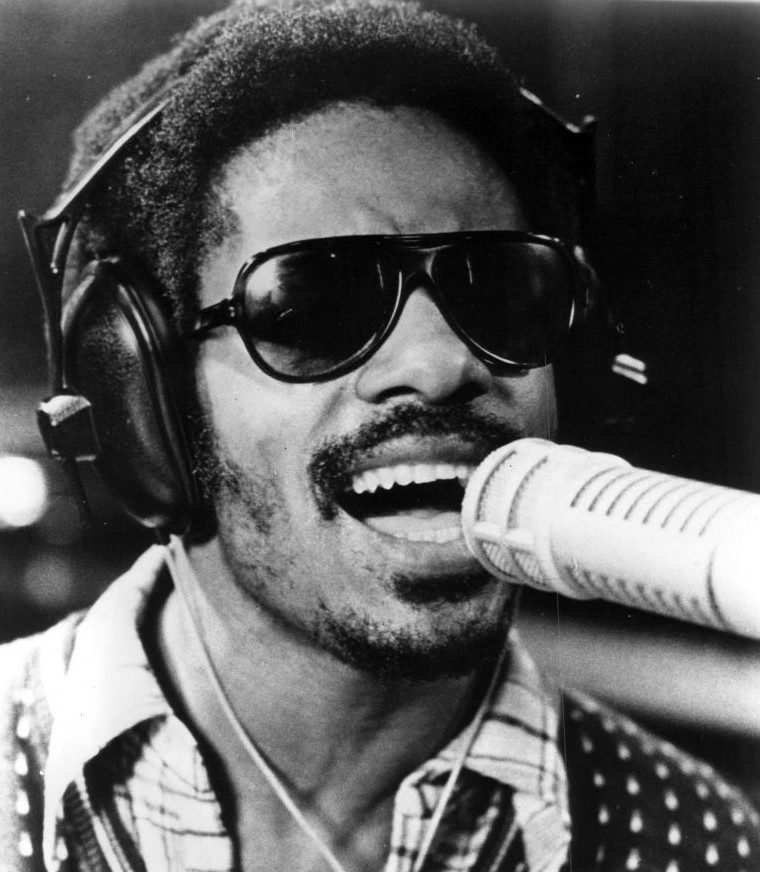
Stevie Wonder đã thắng cử đến ba lần vào các năm 1974, 1975 và 1977.

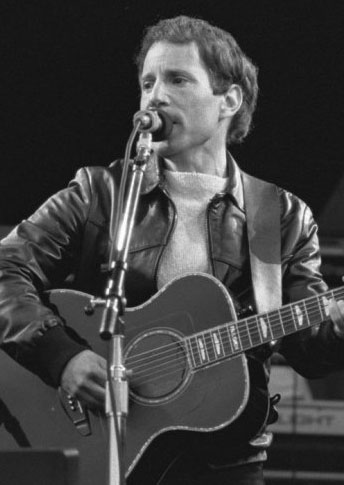
Paul Simon có ba lần thắng cử, gồm hai lần được đề tên là nghệ sĩ chính (1976 và 1987).

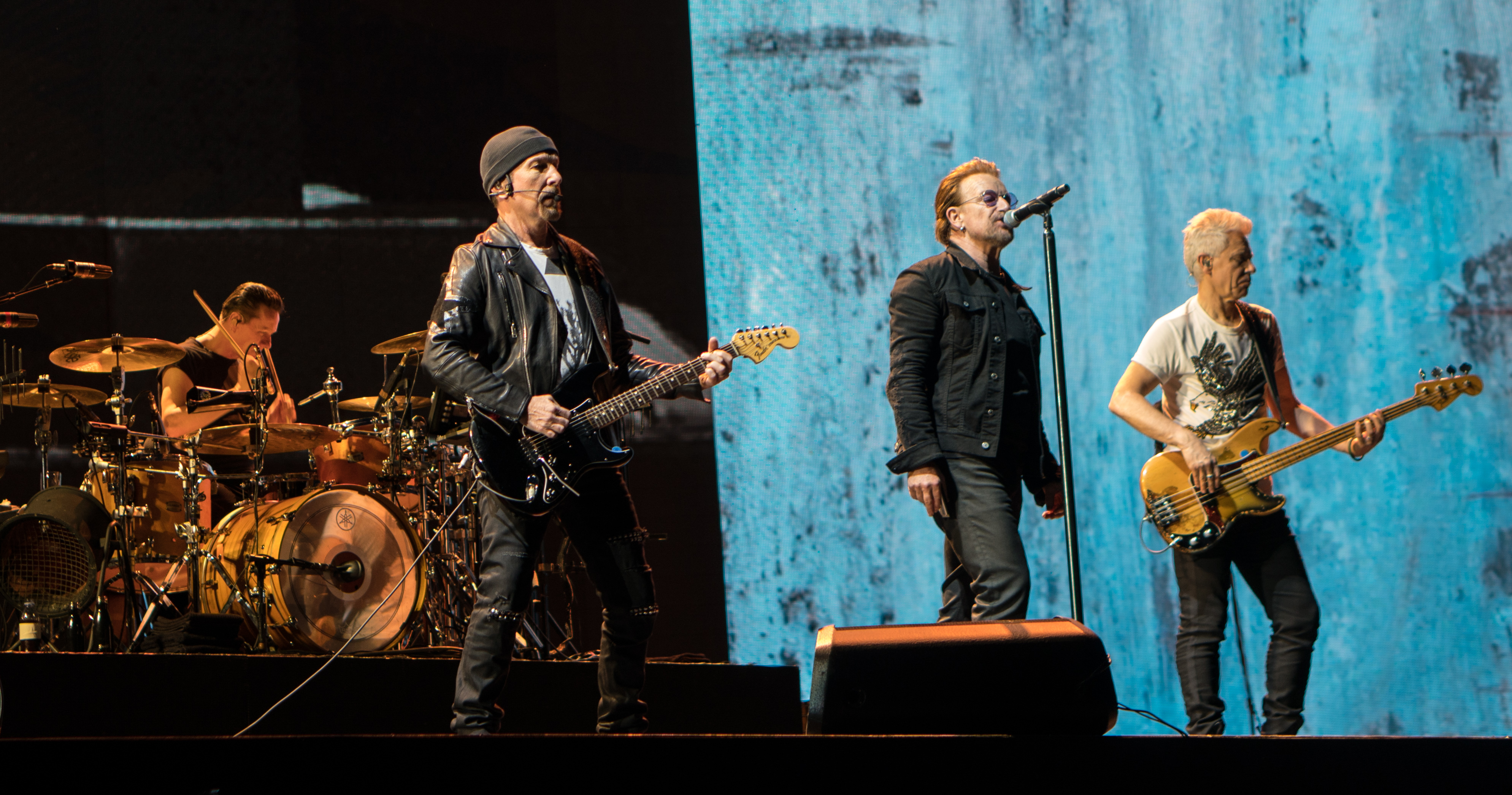
U2 là nhóm nhạc duy nhất có hai lần đoạt giải (1988 và 2006).

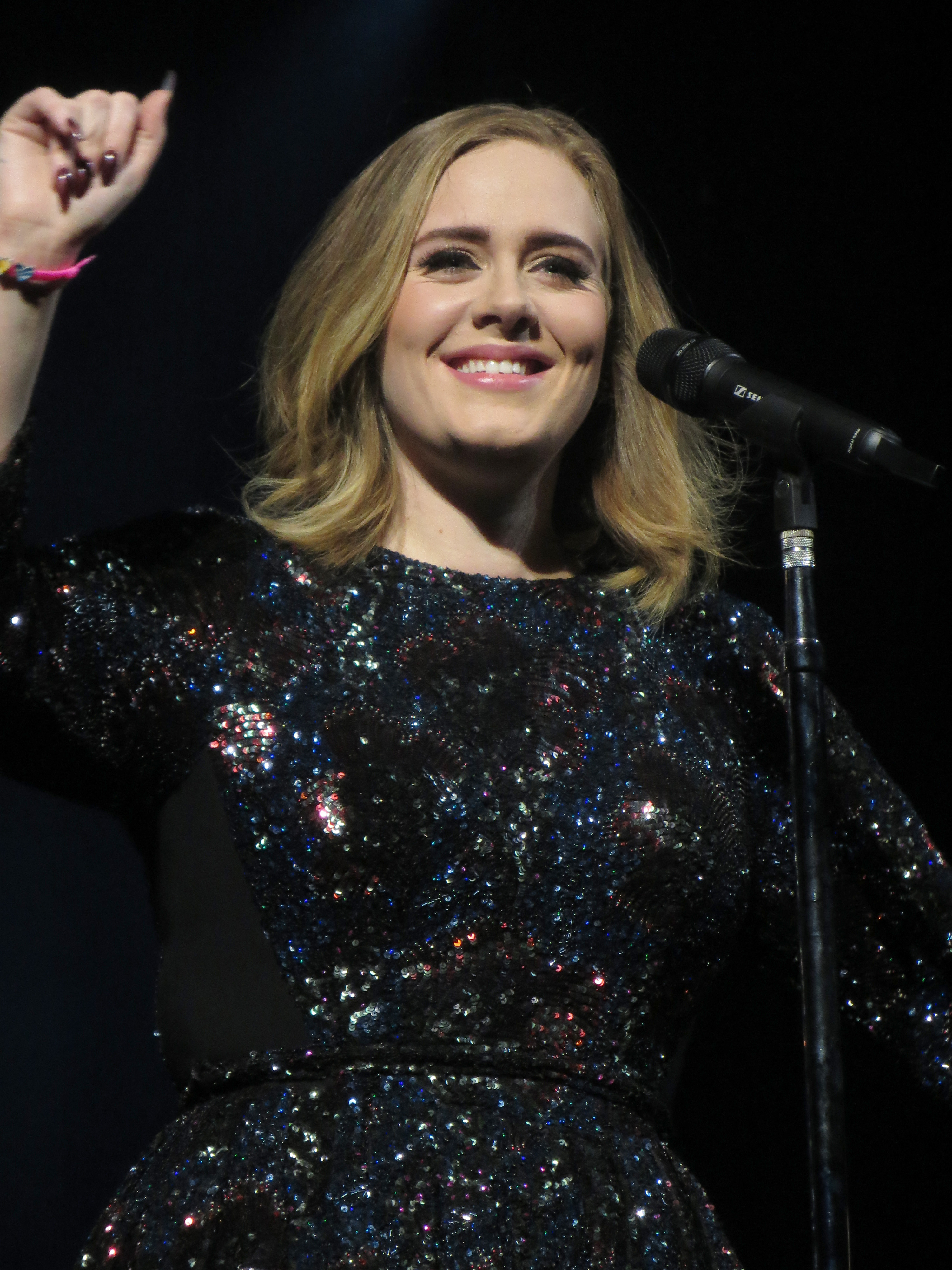
Adele đã thắng cử hai lần vào các năm 2012 và 2017.

Serban Ghenea (làm kỹ sư thu âm/người trộn âm) là người thường xuyên chiến thắng hạng mục này nhất với năm giải. Taylor Swift (làm nghệ sĩ biểu diễn), John Hanes (làm kỹ sư thu âm/người trộn âm), Tom Coyne và Randy Merrill (làm kỹ sư thu âm hậu kỳ) đã có bốn lần đoạt giải. Tiếp đến là Frank Sinatra, Stevie Wonder và Paul Simon (làm nghệ sĩ biểu diễn); Jack Antonoff, David Foster, Daniel Lanois, Phil Ramone và Ryan Tedder (làm nhà sản xuất album); Tom Elmhirst, Mike Piersante và Laura Sisk (làm kỹ sư thu âm/người trộn âm); và Bob Ludwig (làm kỹ sư thu âm hậu kỳ). Mỗi cá nhân đều có ba lần giành chiến thắng. Coyne, Ghenea, Hanes và Ludwig là những người duy nhất thắng giải ba năm liên tiếp. Trong số các nghệ sĩ biểu diễn, Paul McCartney dẫn đầu với chín đề cử: năm lần khi là thành viên của The Beatles, ba lần với album solo và một lần với tư cách thành viên của Wings. George Harrison (cựu đồng đội ban nhạc của McCartney) nắm giữ tổng cộng tám đề cử: năm lần khi là thành viên của The Beatles, một lần cho album solo, một lần cho album trực tiếp với bạn bè và một lần với tư cách thành viên của Traveling Wilburys.  Sinatra dẫn đầu trong số các nghệ sĩ biểu diễn solo với tám đề cử: bảy lần cho các album solo và một lần cho album song ca. Taylor Swift sở hữu nhiều đề cử nhất (10 đề cử) trong số các nghệ sĩ nữ, kế đến là Barbra Streisand (6 đề cử). Swift cũng là nghệ sĩ biểu diễn đầu tiên giành chiến thắng hạng mục này đến bốn lần.
Năm 1962, Judy Garland là người phụ nữ đầu tiên đoạt giải này với album Judy at Carnegie Hall. Taylor Swift là nữ nghệ sĩ solo đầu tiên giành hai giải trở lên. Adele đã đoạt giải hai lần khi được đề tên là nghệ sĩ chính, trong khi Lauryn Hill, Norah Jones và Alison Krauss cũng có hai lần giành chiến thắng. Họ lần đầu giành giải với tư cách nghệ sĩ chính lần lượt cho các album The Miseducation of Lauryn Hill (Hill), Come Away with Me (Jones) và Raising Sand - album hợp tác của Krauss với Robert Plant. Hill đoạt giải album của năm lần thứ hai với vai trò tham gia sản xuất album Supernatural của Santana (trước năm 2008, nghệ sĩ khách mời trong các album ngoài soundtrack không được xướng tên chiến thắng), Jones giành giải lần hai với tư cách nghệ sĩ khách mời trong album River: The Joni Letters của Herbie Hancock, còn Krauss thắng cử lần hai nhờ làm nghệ sĩ khách mời trong album soundtrack O Brother, Where Art Thou?.
Năm 2020, Billie Eilish (18 tuổi) là người trẻ nhất thắng cử khi được đề tên nghệ sĩ chính, sau chiến thắng với album When We All Fall Asleep, Where Do We Go?. The Peasall Sisters, Sarah (13 tuổi), Hannah (9 tuổi) và Leah (7 tuổi) là những người nhỏ tuổi nhất thắng cử hạng mục sau khi được ghi công đóng góp cho album soundtrack O Brother, Where Art Thou? – Soundtrack. Leah Peasall là người nhỏ tuổi nhất từng chiến thắng một hạng mục bất kỳ của Grammy. Người nhỏ tuổi nhất từng xuất hiện trong một tác phẩm giành giải album của năm là Aisha Morris (con gái của Stevie Wonder), cô bé xuất hiện lúc còn rất nhỏ trong bài "Isn't She Lovely?" của album Songs in the Key of Life.
Christopher Cross và Billie Eilish là những nghệ sĩ duy nhất giành trọn bộ bốn "hạng mục chính" của Grammy trong một năm, gồm album của năm, thu âm của năm, bài hát của năm và nghệ sĩ mới xuất sắc nhất. Adele là nghệ sĩ đầu tiên đoạt giải album của năm, bài hát của năm, nghệ sĩ mới xuất sắc nhất và thu âm của năm trong các năm khác nhau. Năm nghệ sĩ được vinh danh giải album của năm và nghệ sĩ mới xuất sắc nhất trong cùng một năm gồm: Bob Newhart (The Button-Down Mind of Bob Newhart vào năm 1961), Lauryn Hill (The Miseducation of Lauryn Hill vào năm 1999), Norah Jones (Come Away with Me vào năm 2003), Christopher Cross (Christopher Cross vào năm 1981) và Billie Eilish (When We All Fall Asleep, Where Do We Go? vào năm 2020).
Một số tác phẩm tạo nên cột mốc ở giải album của năm: Come Dance with Me! của Frank Sinatra là album nhạc traditional pop giành chiến thắng; Getz/Gilberto của Stan Getz và João Gilberto là album jazz đầu tiên thắng cử; Sgt. Pepper's Lonely Hearts Club Band của The Beatles là tác phẩm rock đầu tiên thắng giải; By the Time I Get to Phoenix của Glen Campbell là album đồng quê đầu tiên chiến thắng; The Miseducation of Lauryn Hill của Hill là album hip hop đầu tiên thắng cử; The Suburbs của Arcade Fire là nhạc phẩm indie rock đầu tiên thắng giải. Và cuối cùng, Random Access Memories của Daft Punk là album nhạc điện tử đầu tiên đoạt giải.
Frank Sinatra và Stevie Wonder là những người duy nhất thắng cử hai năm liên tiếp khi được đề tên là nghệ sĩ chính: Sinatra thắng cử vào các năm 1966 (September of My Years) và 1967 (A Man and His Music), còn Wonder thắng cử vào các năm 1974 (Innervisions) và 1975 (Fulfillingness' First Finale). Lauryn Hill và Bruno Mars cũng giành giải hai năm liên tiếp, nhưng một lần họ thắng là trong vai trò sản xuất thay vì nghệ sĩ. Năm 2000, Hill thắng cử trong vai trò sản xuất sau khi từng thắng cử trong vai trò nghệ sĩ vào năm 1999. Năm 2017, Bruno Mars thắng cử trong vai trò sản xuất, rồi thắng cử trong cả vai trò nghệ sĩ và nhà sản xuất vào năm 2018.
The Beatles là những nghệ sĩ đầu tiên duy nhất (tính đến nay) được đề cử giải album của năm trong năm năm liên tiếp (1966–1970). Frank Sinatra nhận được đề cử trong bốn năm liên tiếp giai đoạn 1959–1961 (hai đề cử tại lễ trao giải đầu tiên vào năm 1959). Ông nhận thêm ba đề cử liên tiếp nữa trong giai đoạn 1966–1968. Barbra Streisand (1964–1967) và Kendrick Lamar (2016–2019) cũng nhận được đề cử trong bốn năm liên tiếp, trong khi Lady Gaga (2010–2012) được đề cử hạng mục trong ba năm liên tiếp.
Beyoncé, Billy Joel, Kendrick Lamar và Taylor Swift là những nghệ sĩ biểu diễn duy nhất được đề cử album của năm nhờ bốn album phòng thu liên tiếp, trong khi The Beatles, Stevie Wonder, Steely Dan, Bonnie Raitt, Dixie Chicks, Kanye West, Lady Gaga, Adele và Billie Eilish chỉ nhận được đề cử cho ba album phòng thu liên tiếp. Stevie Wonder và Adele là hai nghệ sĩ duy nhất thắng cử hạng mục nhờ các album ra mắt liên tiếp. Wonder thắng cử cho Innervisions, Fulfillingness' First Finale và Songs in the Key of Life, còn Adele thắng cử cho 21 và 25.
Quincy Jones, Lauryn Hill và Bruno Mars là những nghệ sĩ biểu diễn duy nhất giành giải khi được đề tên nghệ sĩ chính và nhà sản xuất. Họ giành giải với tư cách nghệ sĩ chính cho các album Back on the Block(Jones), The Miseducation of Lauryn Hill (Hill) và 24K Magic (Mars), ngoài ra họ còn đoạt giải với tư cách sản xuất các album Thriller của Michael Jackson (với Jones), Supernatural của Santana (với Hill) và 25 của Adele (với Mars). Đóng góp của Mars cho album 25 được ghi danh dưới tên đội sản xuất The Smeezingtons.
Tính đến nay, bốn album "thu trực tiếp" đã được xướng tên thắng cử: Judy at Carnegie Hall, The Concert for Bangladesh và hai album MTV Unplugged (của Eric Clapton và Tony Bennett). Những tác phẩm này được trình bày trực tiếp trước một lượng khán giả nhỏ. Một đĩa nhạc soundtrack truyền hình là The Music from Peter Gunn cũng có hai lần được ghi danh chiến thắng. Hai album hài kịch từng giành chiến thắng hạng mục gồm: The Button-Down Mind of Bob Newhart và The First Family.

### Ban nhạc và nghệ sĩ có nhiều lần chiến thắng
Tám nghệ sĩ đã có hai lần trở lên đoạt giải (không xét đến ghi danh là nghệ sĩ chính, bộ đôi hay ban nhạc, đồng thời không phân biệt là nhà sản xuất, người trộn âm hay kỹ sư thu âm).
| Ban nhạc/nghệ sĩ | Số lần chiến thắng         | Albuma                                                                                        | Số đề cử                                           |
| ---------------- | -------------------------- | --------------------------------------------------------------------------------------------- | -------------------------------------------------- |
| Taylor Swift     | 4 (2010, 2016, 2021, 2024) | Fearless (2008), 1989 (2014), Folklore (2020), Midnights (2022)                               | 7 (2010, 2014, 2016, 2021, 2022, 2024, 2025)       |
| Frank Sinatra    | 3 (1960, 1966, 1967)       | Come Dance with Me! (1959), September of My Years (1965), A Man and His Music (1966)          | 8 (1959 (2), 1960, 1961, 1966, 1967, 1968, 1981)   |
| Paul Simon       | 3 (1971, 1976, 1987)       | Bridge over Troubled Water (1970), Still Crazy After All These Years (1975), Graceland (1986) | 7 (1969, 1971, 1974, 1976, 1987, 1992, 2001)       |
| Stevie Wonder    | 3 (1974, 1975, 1977)       | Innervisions (1973), Fulfillingness' First Finale (1974), Songs in the Key of Life (1976)     | 3 (1974, 1975, 1977)                               |
| George Harrison  | 2 (1968, 1973)             | Sgt. Pepper's Lonely Hearts Club Band (1967), The Concert for Bangladesh (1971))              | 8 (1966, 1967, 1968, 1969, 1970, 1972, 1973, 1990) |
| John Lennon      | 2 (1968, 1982)             | Sgt. Pepper's Lonely Hearts Club Band (1967), Double Fantasy (1980)                           | 6 (1966, 1967, 1968, 1969, 1970, 1982              |
| U2               | 2 (1988, 2006)             | The Joshua Tree (1987), How to Dismantle an Atomic Bomb (2004)                                | 4 (1988, 1993, 2002, 2006)                         |
| Adele            | 2 (2012, 2017)             | 21 (2011), 25 (2015)                                                                          | 3 (2012, 2017, 2023)                               |

Ghi chú
1. ↑  với Antônio Carlos Jobim
2. 1 2 3  với nhóm Simon & Garfunkel
3. 1 2 3 4 5 6 7 8 9 10 11 12  với nhóm Beatles
4. 1 2  với George Harrison và bạn bè
5. ↑  với nhóm Traveling Wilburys
6. 1 2  với Ono Yōko

## Quy trình
Từ năm 1995 đến năm 2021, các thành viên của Viện hàn lâm Khoa học và Nghệ thuật Thu âm Quốc gia đã đưa ra những ứng viên được đề cử giải album của năm. Một danh sách gồm 20 đĩa nhạc dẫn đầu được nộp cho Ủy ban đánh giá đề cử (Nominations Review Committee) - một nhóm thành viên ẩn danh được sàng lọc đặc biệt. Sau đó họ sẽ chọn ra năm đĩa nhạc dẫn đầu để trao một đề cử hạng mục cho từng tác phẩm qua một cuộc bỏ phiếu đặc biệt. Các thành viên còn lại tiếp tục bình chọn tác phẩm thắng cử trong số 5 đề cử kia. Năm 2018, ban tổ chức thông báo số lượng album được đề cử đã tăng lên tám album. Năm 2021, Viện hàn lâm thông báo Ủy ban đánh giá đề cử sẽ bị giải thể, còn các đề cử cuối cùng cho album của năm sẽ được quyết định qua các lá phiếu do thành viên của Viện bầu chọn. Bắt đầu từ năm 2022, số lượng đề cử hạng mục tăng lên 10 đề cử. Tuy nhiên, quyết định tăng số lượng đề cử này được đưa ra 24 giờ trước khi các đề cử chính thức được công bố, dù cho Viện hàn lâm đã hoàn thành danh sách sơ bộ các đề cử. Sự việc đã tạo điều kiện cho Evermore của Taylor Swift và Donda của Kanye West nhận được đề cử, khi mà các album này nhận được số phiếu bầu chọn cao nhất cùng tám đề cử khác. Tính đến lễ trao giải năm 2024, số đề cử đã được giảm xuống còn tám đề cử.

## Đề cử và chiến thắng

### Thập niên 1950
| Năm  | Album                                               | Nghệ sĩ         |
| 1959 |                                                     |                 |
| ---- | --------------------------------------------------- | --------------- |
| 1959 | The Music from Peter Gunn                           | Henry Mancini   |
| 1959 | Come Fly with Me                                    | Frank Sinatra   |
| 1959 | Ella Fitzgerald Sings the Irving Berlin Song Book   | Ella Fitzgerald |
| 1959 | Frank Sinatra Sings for Only the Lonely             | Frank Sinatra   |
| 1959 | Tchaikovsky: Concerto No. 1, In B-Flat Minor, Op.23 | Van Cliburn     |

### Thập niên 1960
| Năm                                            | Album                                | Nghệ sĩ                                                    | Đội sản xuất |
| 1960                                           |                                      |                                                            |              |
| ---------------------------------------------- | ------------------------------------ | ---------------------------------------------------------- | ------------ |
| 1960                                           | Come Dance with Me!                  | Frank Sinatra                                              |              |
| 1960                                           | Belafonte at Carnegie Hall           | Harry Belafonte                                            |              |
| 1960                                           | More Music From Peter Gunn           | Henry Mancini                                              |              |
| 1960                                           | Rachmaninoff Piano Concerto No. 3    | Van Cliburn                                                |              |
| 1960                                           | Victory at Sea, Vol. I               | Robert Russell Bennett                                     |              |
| 1961                                           |                                      |                                                            |              |
| The Button-Down Mind of Bob Newhart            | Bob Newhart                          |                                                            |              |
| Belafonte Returns to Carnegie Hall             | Harry Belafonte                      |                                                            |              |
| Brahms: Concerto                               | Sviatoslav Richter                   |                                                            |              |
| Nice 'n' Easy                                  | Frank Sinatra                        |                                                            |              |
| Puccini: Turandot                              | Erich Leinsdorf                      |                                                            |              |
| Wild Is Love                                   | Nat King Cole                        |                                                            |              |
| 1962                                           |                                      |                                                            |              |
| Judy at Carnegie Hall                          | Judy Garland                         |                                                            |              |
| Breakfast at Tiffany's                         | Henry Mancini                        |                                                            |              |
| Genius + Soul = Jazz                           | Ray Charles                          |                                                            |              |
| Great Band with Great Voices                   | Ca sĩ Si Zentner & Johnny Mann       |                                                            |              |
| The Nat King Cole Story                        | Nat King Cole                        |                                                            |              |
| West Side Story (Motion Picture Soundtrack)    | John Green                           |                                                            |              |
| 1963                                           |                                      |                                                            |              |
| The First Family                               | Vaughn Meader                        |                                                            |              |
| I Left My Heart in San Francisco               | Tony Bennett                         |                                                            |              |
| Jazz Samba                                     | Stan Getz & Charlie Byrd             |                                                            |              |
| Modern Sounds in Country and Western Music     | Ray Charles                          |                                                            |              |
| My Son, the Folk Singer                        | Allan Sherman                        |                                                            |              |
| 1964                                           |                                      |                                                            |              |
| The Barbra Streisand Album                     | Barbra Streisand                     |                                                            |              |
| Bach's Greatest Hits                           | Ward Swingle & The Swingle Singers   |                                                            |              |
| Days of Wine and Roses and Other TV Requests   | Andy Williams                        |                                                            |              |
| Honey in the Horn                              | Al Hirt                              |                                                            |              |
| The Singing Nun                                | Soeur Sourire                        |                                                            |              |
| 1965                                           |                                      |                                                            |              |
| Getz/Gilberto                                  | Stan Getz & João Gilberto            |                                                            |              |
| Cotton Candy                                   | Al Hirt                              |                                                            |              |
| Funny Girl                                     | Nhiều nghệ sĩ                        | Bob Merrill & Jule Styne, composers                        |              |
| People                                         | Barbra Streisand                     |                                                            |              |
| The Pink Panther                               | Henry Mancini                        |                                                            |              |
| 1966                                           |                                      |                                                            |              |
| September of My Years                          | Frank Sinatra                        | Sonny Burke - nhà sản xuất                                 |              |
| Help!                                          | The Beatles                          | George Martin - nhà sản xuất                               |              |
| My Name Is Barbra                              | Barbra Streisand                     | Bob Mersey - nhà sản xuất                                  |              |
| My World                                       | Eddy Arnold                          | Chet Atkins - nhà sản xuất                                 |              |
| The Sound Of Music (Motion Picture Soundtrack) | Nhiều nghệ sĩ                        | Julie Andrews, featured artist; Neely Plumb - nhà sản xuất |              |
| 1967                                           |                                      |                                                            |              |
| A Man and His Music                            | Frank Sinatra                        | Sonny Burke - nhà sản xuất                                 |              |
| Color Me Barbra                                | Barbra Streisand                     | Bob Mersey - nhà sản xuất                                  |              |
| Doctor Zhivago (Original Soundtrack)           | Maurice Jarre                        | Jesse Kaye - nhà sản xuất                                  |              |
| Revolver                                       | The Beatles                          | George Martin - nhà sản xuất                               |              |
| What Now My Love                               | Herb Alpert & the Tijuana Brass      | Herb Alpert & Jerry Moss - nhà sản xuất                    |              |
| 1968                                           |                                      |                                                            |              |
| Sgt. Pepper's Lonely Hearts Club Band          | The Beatles                          | George Martin - nhà sản xuất                               |              |
| Francis Albert Sinatra & Antônio Carlos Jobim  | Frank Sinatra & Antônio Carlos Jobim | Sonny Burke - nhà sản xuất                                 |              |
| It Must Be Him                                 | Vikki Carr                           | Tommy Oliver & Dave Pell - nhà sản xuất                    |              |
| My Cup Runneth Over                            | Ed Ames                              | Jim Foglesong - nhà sản xuất                               |              |
| Ode to Billie Joe                              | Bobbie Gentry                        | Kelly Gordon & Bobby Paris - nhà sản xuất                  |              |
| 1969                                           |                                      |                                                            |              |
| By the Time I Get to Phoenix                   | Glen Campbell                        | Al De Lory - nhà sản xuất                                  |              |
| Bookends                                       | Simon & Garfunkel                    | Roy Halee & Simon & Garfunkel - nhà sản xuất               |              |
| Feliciano!                                     | José Feliciano                       | Rick Jarrard - nhà sản xuất                                |              |
| Magical Mystery Tour                           | The Beatles                          | George Martin - nhà sản xuất                               |              |
| A Tramp Shining                                | Richard Harris                       | Jimmy L. Webb - nhà sản xuất                               |              |

### Thập niên 1970
| Năm                                             | Album | Nghệ sĩ | Đội sản xuất                         |
| 1970                                            | | |                                      |
| ----------------------------------------------- | --- | --- | ------------------------------------ |
| 1970                                            | Blood, Sweat & Tears | Blood, Sweat & Tears | James William Guercio - nhà sản xuất |
| 1970                                            | Abbey Road | The Beatles | George Martin - nhà sản xuất         |
| 1970                                            | The Age of Aquarius | The 5th Dimension | Bones Howe - nhà sản xuất            |
| 1970                                            | Crosby, Stills & Nash | Crosby, Stills & Nash | Crosby, Stills & Nash - nhà sản xuất |
| 1970                                            | Johnny Cash At San Quentin                                                                                                  | Johnny Cash | Bob Johnston - nhà sản xuất          |
| 1971                                            | | |                                      |
| Bridge over Troubled Water                      | Simon & Garfunkel | Roy Halee & Simon & Garfunkel - nhà sản xuất |                                      |
| Chicago                                         | Chicago | James Guercio - nhà sản xuất |                                      |
| Close to You                                    | Carpenters | Jack Daugherty - nhà sản xuất |                                      |
| Déjà Vu                                         | Crosby, Stills, Nash & Young                                                                                                | Crosby, Stills, Nash & Young - nhà sản xuất |                                      |
| Elton John                                      | Elton John | Gus Dudgeon - nhà sản xuất |                                      |
| Sweet Baby James                                | James Taylor | Peter Asher - nhà sản xuất |                                      |
| 1972                                            | | |                                      |
| Tapestry                                        | Carole King | Lou Adler - nhà sản xuất |                                      |
| All Things Must Pass                            | George Harrison | George Harrison & Phil Spector - nhà sản xuất |                                      |
| Carpenters                                      | Carpenters | Jack Daugherty - nhà sản xuất |                                      |
| Jesus Christ Superstar (London Production)      | Nhiều nghệ sĩ | Tim Rice & Andrew Lloyd Webber - nhà sản xuất |                                      |
| Shaft                                           | Isaac Hayes | Isaac Hayes - nhà sản xuất |                                      |
| 1973                                            | | |                                      |
| The Concert for Bangladesh                      | George Harrison & Bạn bè (Ravi Shankar, Bob Dylan, Leon Russell, Ringo Starr, Billy Preston, Eric Clapton & Klaus Voormann) | George Harrison & Phil Spector - nhà sản xuất |                                      |
| American Pie                                    | Don McLean | Ed Freeman - nhà sản xuất |                                      |
| Jesus Christ Superstar — Original Broadway Cast | Nhiều nghệ sĩ | Tom Morgan, Tim Rice & Andrew Lloyd Webber - nhà sản xuất |                                      |
| Moods                                           | Neil Diamond | Tom Catalano & Neil Diamond - nhà sản xuất |                                      |
| Nilsson Schmilsson                              | Nilsson | Richard Perry - nhà sản xuất |                                      |
| 1974                                            | | |                                      |
| Innervisions                                    | Stevie Wonder | Stevie Wonder - nhà sản xuất |                                      |
| Behind Closed Doors                             | Charlie Rich | Billy Sherrill - nhà sản xuất |                                      |
| The Divine Miss M                               | Bette Midler | Ahmet Ertegun, Barry Manilow, Joel Dorn & Geoffrey Haslam - nhà sản xuất |                                      |
| Killing Me Softly With His Song                 | Roberta Flack | Joel Dorn - nhà sản xuất |                                      |
| There Goes Rhymin' Simon                        | Paul Simon | Paul Simon, Phil Ramone, Muscle Shoals Rhythm Studio, Paul Samwell-Smith & Roy Halee - nhà sản xuất |                                      |
| 1975                                            | | |                                      |
| Fulfillingness' First Finale                    | Stevie Wonder | Stevie Wonder - nhà sản xuất |                                      |
| Back Home Again                                 | John Denver | Milton Okun - nhà sản xuất |                                      |
| Band on the Run                                 | Paul McCartney and Wings | Paul McCartney - nhà sản xuất |                                      |
| Caribou                                         | Elton John | Gus Dudgeon - nhà sản xuất |                                      |
| Court and Spark                                 | Joni Mitchell | Joni Mitchell & Henry Lewy - nhà sản xuất |                                      |
| 1976                                            | | |                                      |
| Still Crazy After All These Years               | Paul Simon | Paul Simon & Phil Ramone - nhà sản xuất |                                      |
| Between the Lines                               | Janis Ian | Brooks Arthur - nhà sản xuất |                                      |
| Captain Fantastic and the Brown Dirt Cowboy     | Elton John | Gus Dudgeon - nhà sản xuất |                                      |
| Heart Like a Wheel                              | Linda Ronstadt | Peter Asher - nhà sản xuất |                                      |
| One of These Nights                             | Eagles | Bill Szymczyk - nhà sản xuất |                                      |
| 1977                                            | | |                                      |
| Songs in the Key of Life                        | Stevie Wonder | Stevie Wonder - nhà sản xuất |                                      |
| Breezin'                                        | George Benson | Tommy LiPuma - nhà sản xuất |                                      |
| Chicago X                                       | Chicago | James Guercio - nhà sản xuất |                                      |
| Frampton Comes Alive!                           | Peter Frampton | Peter Frampton - nhà sản xuất |                                      |
| Silk Degrees                                    | Boz Scaggs | Joe Wissert - nhà sản xuất |                                      |
| 1978                                            | | |                                      |
| Rumours                                         | Fleetwood Mac | Fleetwood Mac, Ken Caillat & Richard Dashut - nhà sản xuất |                                      |
| Aja                                             | Steely Dan | Gary Katz - nhà sản xuất |                                      |
| Hotel California                                | Eagles | Bill Szymczyk - nhà sản xuất |                                      |
| JT                                              | James Taylor | Peter Asher - nhà sản xuất |                                      |
| Star Wars                                       | John Williams chỉ huy dàn nhạc giao hưởng Luân Đôn                                                                          | George Lucas - nhà sản xuất |                                      |
| 1979                                            | | |                                      |
| Saturday Night Fever – Soundtrack               | Nhiều nghệ sĩ | Bee Gees, David Shire, KC and the Sunshine Band, Kool & the Gang, MFSB, Ralph MacDonald, Tavares, The Trammps, Walter Murphy & Yvonne Elliman - nghệ sĩ khách mời; Albhy Galuten, Arif Mardin, Bee Gees, Bill Oakes, Bobby Martin, Broadway Eddie, David Shire, Freddie Perren, Harry Wayne Casey, K.G. Productions, Karl Richardson, Ralph MacDonald, Richard Finch, Ron Kersey, Thomas J. Valentino & William Salter - nhà sản xuất |                                      |
| Even Now                                        | Barry Manilow | Barry Manilow & Ron Dante - nhà sản xuất |                                      |
| Grease (Original Soundtrack)                    | Nhiều nghệ sĩ | Stockard Channing, Frankie Valli, Sha Na Na, Louis St. Louis, Cindy Bullens, Frankie Avalon, Olivia Newton-John, Jeff Conaway & John Travolta - nghệ sĩ khách mời; John Farrar, Karl Richardson, Barry Gibb & Albhy Galuten - nhà sản xuất |                                      |
| Running on Empty                                | Jackson Browne | Jackson Browne - nhà sản xuất |                                      |
| Some Girls                                      | The Rolling Stones | Mick Jagger & Keith Richards - nhà sản xuất |                                      |

### Thập niên 1980
| Năm                                                     | Album                                         | Nghệ sĩ | Đội sản xuất                                   |
| 1980                                                    |                                               | |                                                |
| ------------------------------------------------------- | --------------------------------------------- | --- | ---------------------------------------------- |
| 1980                                                    | 52nd Street                                   | Billy Joel | Phil Ramone - nhà sản xuất                     |
| 1980                                                    | Minute by Minute                              | The Doobie Brothers | Ted Templeman - nhà sản xuất                   |
| 1980                                                    | The Gambler                                   | Kenny Rogers | Larry Butler - nhà sản xuất                    |
| 1980                                                    | Bad Girls                                     | Donna Summer | Giorgio Moroder & Pete Bellotte - nhà sản xuất |
| 1980                                                    | Breakfast in America                          | Supertramp | Peter Henderson & Supertramp - nhà sản xuất    |
| 1981                                                    |                                               | |                                                |
| Christopher Cross                                       | Christopher Cross                             | Michael Omartian - nhà sản xuất |                                                |
| Glass Houses                                            | Billy Joel                                    | Phil Ramone - nhà sản xuất |                                                |
| The Wall                                                | Pink Floyd                                    | Bob Ezrin, David Gilmour, James Guthrie & Roger Waters - nhà sản xuất |                                                |
| Trilogy: Past Present Future                            | Frank Sinatra                                 | Sonny Burke - nhà sản xuất |                                                |
| Guilty                                                  | Barbra Streisand                              | Barry Gibb, Albhy Galuten & Karl Richardson - nhà sản xuất |                                                |
| 1982                                                    |                                               | |                                                |
| Double Fantasy                                          | John Lennon & Ono Yōko                        | Jack Douglas, John Lennon & Yoko Ono - nhà sản xuất |                                                |
| Mistaken Identity                                       | Kim Carnes                                    | Val Garay - nhà sản xuất |                                                |
| Breakin' Away                                           | Al Jarreau                                    | Jay Graydon - nhà sản xuất |                                                |
| The Dude                                                | Quincy Jones                                  | Quincy Jones - nhà sản xuất |                                                |
| Gaucho                                                  | Steely Dan                                    | Gary Katz - nhà sản xuất |                                                |
| 1983                                                    |                                               | |                                                |
| Toto IV                                                 | Toto                                          | Toto - nhà sản xuất |                                                |
| American Fool                                           | John Cougar                                   | John Mellencamp & Don Gehman - nhà sản xuất |                                                |
| The Nightfly                                            | Donald Fagen                                  | Gary Katz - nhà sản xuất |                                                |
| The Nylon Curtain                                       | Billy Joel                                    | Phil Ramone - nhà sản xuất |                                                |
| Tug of War                                              | Paul McCartney                                | George Martin - nhà sản xuất |                                                |
| 1984                                                    |                                               | |                                                |
| Thriller                                                | Michael Jackson                               | Michael Jackson & Quincy Jones - nhà sản xuất |                                                |
| Let's Dance                                             | David Bowie                                   | David Bowie & Nile Rodgers - nhà sản xuất |                                                |
| An Innocent Man                                         | Billy Joel                                    | Phil Ramone - nhà sản xuất |                                                |
| Synchronicity                                           | The Police                                    | The Police & Hugh Padgham - nhà sản xuất |                                                |
| Flashdance: Original Soundtrack from the Motion Picture | Nhiều nghệ sĩ                                 | Irene Cara, Shandi Sinnamon, Helen St. John, Karen Kamon, Joe Esposito, Laura Branigan, Donna Summer, Cycle V, Kim Carnes & Michael Sembello - nghệ sĩ khách mời; Giorgio Moroder - nhà sản xuất |                                                |
| 1985                                                    |                                               | |                                                |
| Can't Slow Down                                         | Lionel Richie                                 | James Anthony Carmichael & Lionel Richie - nhà sản xuất |                                                |
| She's So Unusual                                        | Cyndi Lauper                                  | Rick Chertoff - nhà sản xuất |                                                |
| Purple Rain                                             | Prince & The Revolution                       | Prince & The Revolution - nhà sản xuất |                                                |
| Born in the U.S.A.                                      | Bruce Springsteen                             | Jon Landau, Steven Van Zandt, Chuck Plotkin & Bruce Springsteen - nhà sản xuất |                                                |
| Private Dancer                                          | Tina Turner                                   | |                                                |
| 1986                                                    |                                               | |                                                |
| No Jacket Required                                      | Phil Collins                                  | Hugh Padgham & Phil Collins - nhà sản xuất |                                                |
| Brothers in Arms                                        | Dire Straits                                  | Neil Dorfsman & Mark Knopfler - nhà sản xuất |                                                |
| Whitney Houston                                         | Whitney Houston                               | Clive Davis - nhà sản xuất |                                                |
| The Dream of the Blue Turtles                           | Sting                                         | Sting & Rick Chertoff - nhà sản xuất |                                                |
| We Are the World                                        | USA for Africa                                | Quincy Jones - nhà sản xuất |                                                |
| 1987                                                    |                                               | |                                                |
| Graceland                                               | Paul Simon                                    | Paul Simon - nhà sản xuất |                                                |
| So                                                      | Peter Gabriel                                 | Peter Gabriel & Daniel Lanois - nhà sản xuất |                                                |
| Control                                                 | Janet Jackson                                 | Janet Jackson, Jimmy Jam & Terry Lewis producers |                                                |
| The Broadway Album                                      | Barbra Streisand                              | Peter Matz - nhà sản xuất |                                                |
| Back in the High Life                                   | Steve Winwood                                 | Russ Titelman & Steve Winwood - nhà sản xuất |                                                |
| 1988                                                    |                                               | |                                                |
| The Joshua Tree                                         | U2                                            | Brian Eno & Daniel Lanois - nhà sản xuất |                                                |
| Whitney                                                 | Whitney Houston                               | Narada Michael Walden - nhà sản xuất |                                                |
| Bad                                                     | Michael Jackson                               | Michael Jackson & Quincy Jones - nhà sản xuất |                                                |
| Trio                                                    | Dolly Parton, Linda Ronstadt & Emmylou Harris | George Massenburg - nhà sản xuất |                                                |
| Sign o' the Times                                       | Prince                                        | Prince - nhà sản xuất |                                                |
| 1989                                                    |                                               | |                                                |
| Faith                                                   | George Michael                                | George Michael - nhà sản xuất |                                                |
| Tracy Chapman                                           | Tracy Chapman                                 | David Kershenbaum - nhà sản xuất |                                                |
| Simple Pleasures                                        | Bobby McFerrin                                | Linda Goldstein - nhà sản xuất |                                                |
| ...Nothing Like the Sun                                 | Sting                                         | Sting & Neil Dorfsman - nhà sản xuất |                                                |
| Roll with It                                            | Steve Winwood                                 | Steve Winwood & Tom Lord-Alge - nhà sản xuất |                                                |

### Thập niên 1990
| Năm                                          | Album                                                              | Nghệ sĩ | Đội sản xuất                                         |
| 1990                                         |                                                                    | |                                                      |
| -------------------------------------------- | ------------------------------------------------------------------ | --- | ---------------------------------------------------- |
| 1990                                         | Nick of Time                                                       | Bonnie Raitt | Don Was - nhà sản xuất                               |
| 1990                                         | The End of the Innocence                                           | Don Henley | Don Henley & Danny Kortchmar - nhà sản xuất          |
| 1990                                         | The Raw & the Cooked                                               | Fine Young Cannibals | Fine Young Cannibals - nhà sản xuất                  |
| 1990                                         | Full Moon Fever                                                    | Tom Petty | Jeff Lynne, Tom Petty & Mike Campbell - nhà sản xuất |
| 1990                                         | Traveling Wilburys Vol. 1                                          | Traveling Wilburys | Otis Wilbury & Nelson Wilbury - nhà sản xuất         |
| 1991                                         |                                                                    | |                                                      |
| Back on the Block                            | Quincy Jones                                                       | Quincy Jones - nhà sản xuất |                                                      |
| ...But Seriously                             | Phil Collins                                                       | Phil Collins & Hugh Padgham - nhà sản xuất |                                                      |
| Mariah Carey                                 | Mariah Carey                                                       | Mariah Carey, Rhett Lawrence, Ric Wake, Narada Michael Walden, Ben Margulies & Walter Afanasieff - nhà sản xuất                                                                                              |                                                      |
| Please Hammer Don't Hurt 'Em                 | MC Hammer                                                          | Felton Pilate & James Earley - nhà sản xuất |                                                      |
| Wilson Phillips                              | Wilson Phillips                                                    | Glen Ballard - nhà sản xuất |                                                      |
| 1992                                         |                                                                    | |                                                      |
| Unforgettable... with Love                   | Natalie Cole                                                       | Andre Fischer, David Foster & Tommy LiPuma - nhà sản xuất |                                                      |
| Heart in Motion                              | Amy Grant                                                          | Keith Thomas, Brown Bannister & Michael Omartian - nhà sản xuất |                                                      |
| Luck of the Draw                             | Bonnie Raitt                                                       | Don Was & Bonnie Raitt - nhà sản xuất |                                                      |
| Out of Time                                  | R.E.M.                                                             | Scott Litt & R.E.M. - nhà sản xuất |                                                      |
| The Rhythm of the Saints                     | Paul Simon                                                         | Paul Simon - nhà sản xuất |                                                      |
| 1993                                         |                                                                    | |                                                      |
| Unplugged                                    | Eric Clapton                                                       | Russ Titelman - nhà sản xuất |                                                      |
| Achtung Baby                                 | U2                                                                 | Daniel Lanois, Brian Eno & Steve Lillywhite - nhà sản xuất |                                                      |
| Beauty and the Beast                         | Nhiều nghệ sĩ                                                      | Howard Ashman, Alan Menken & Walter Afanasieff - nhà sản xuất |                                                      |
| Diva                                         | Annie Lennox                                                       | Stephen Lipson - nhà sản xuất |                                                      |
| Ingenue                                      | k.d. lang                                                          | Greg Penny, Ben Mink & k.d. lang - nhà sản xuất |                                                      |
| 1994                                         |                                                                    | |                                                      |
| The Bodyguard – Original Soundtrack Album    | Whitney Houston                                                    | David Foster, Whitney Houston, Narada Michael Walden, L.A. Reid, Babyface & BeBe Winans - nhà sản xuất |                                                      |
| Automatic for the People                     | R.E.M.                                                             | Scott Litt & R.E.M. - nhà sản xuất |                                                      |
| Kamakiriad                                   | Donald Fagen                                                       | Walter Becker - nhà sản xuất |                                                      |
| River of Dreams                              | Billy Joel                                                         | Danny Kortchmar, Billy Joel & Joe Nicolo - nhà sản xuất |                                                      |
| Ten Summoner's Tales                         | Sting                                                              | Hugh Padgham & Sting - nhà sản xuất |                                                      |
| 1995                                         |                                                                    | |                                                      |
| MTV Unplugged                                | Tony Bennett                                                       | David Kahne - nhà sản xuất |                                                      |
| From the Cradle                              | Eric Clapton                                                       | Eric Clapton & Russ Titelman - nhà sản xuất |                                                      |
| Longing in Their Hearts                      | Bonnie Raitt                                                       | Bonnie Raitt & Don Was - nhà sản xuất |                                                      |
| Seal                                         | Seal                                                               | Trevor Horn - nhà sản xuất |                                                      |
| The 3 Tenors in Concert 1994                 | José Carreras, Plácido Domingo & Luciano Pavarotti với Zubin Mehta | Tibor Rudas - nhà sản xuất |                                                      |
| 1996                                         |                                                                    | |                                                      |
| Jagged Little Pill                           | Alanis Morissette                                                  | Glen Ballard - nhà sản xuất |                                                      |
| Daydream                                     | Mariah Carey                                                       | Walter Afanasieff, Mariah Carey, Jermaine Dupri, Dave Hall, David Morales & Manuel Seal - nhà sản xuất |                                                      |
| HIStory: Past, Present and Future, Book I    | Michael Jackson                                                    | Dallas Austin, Bill Bottrell, David Foster, Janet Jackson, Michael Jackson, Jimmy Jam & Terry Lewis, Rene Moore & Bruce Swedien - nhà sản xuất                                                               |                                                      |
| Relish                                       | Joan Osborne                                                       | Rick Chertoff - nhà sản xuất |                                                      |
| Vitalogy                                     | Pearl Jam                                                          | Brendan O'Brien & Pearl Jam - nhà sản xuất |                                                      |
| 1997                                         |                                                                    | |                                                      |
| Falling into You                             | Celine Dion                                                        | Roy Bittan, Jeff Bova, David Foster, Humberto Gatica, Jean-Jacques Goldman, Rick Hahn, Dan Hill, John Jones, Aldo Nova, Rick Nowels, Steven Rinkoff, Billy Steinberg, Jim Steinman & Ric Wake - nhà sản xuất |                                                      |
| Mellon Collie and the Infinite Sadness       | The Smashing Pumpkins                                              | Billy Corgan, Flood & Alan Moulder - nhà sản xuất |                                                      |
| Odelay                                       | Beck                                                               | Beck Hansen & Dust Brothers - nhà sản xuất |                                                      |
| The Score                                    | The Fugees                                                         | Diamond D, Jerry "Te Bass" Duplessis, John Forté, Lauryn Hill, Shawn King, Prakazrel "Pras", Salaam Remi, Handel Tucker & Wyclef - nhà sản xuất                                                              |                                                      |
| Waiting to Exhale: Original Soundtrack Album | Nhiều nghệ sĩ                                                      | Babyface - nhà sản xuất |                                                      |
| 1998                                         |                                                                    | |                                                      |
| Time Out of Mind                             | Bob Dylan                                                          | Daniel Lanois - nhà sản xuất |                                                      |
| The Day                                      | Babyface                                                           | Babyface - nhà sản xuất |                                                      |
| Flaming Pie                                  | Paul McCartney                                                     | Jeff Lynne, George Martin & Paul McCartney - nhà sản xuất |                                                      |
| OK Computer                                  | Radiohead                                                          | Nigel Godrich & Radiohead - nhà sản xuất |                                                      |
| This Fire                                    | Paula Cole                                                         | Paula Cole - nhà sản xuất |                                                      |
| 1999                                         |                                                                    | |                                                      |
| The Miseducation of Lauryn Hill              | Lauryn Hill                                                        | Lauryn Hill - nhà sản xuất; Commissioner Gordon, Matt Howe, Storm Jefferson, Ken Johnston, Tony Prendatt, Warren Riker, Chris Theis & Johnny Wyndrx - kỹ sư/người trộn âm                                    |                                                      |
| Come On Over                                 | Shania Twain                                                       | Robert John "Mutt" Lange - nhà sản xuất; Jeff Balding & Mike Shipley - kỹ sư/người trộn âm |                                                      |
| The Globe Sessions                           | Sheryl Crow                                                        | Sheryl Crow - nhà sản xuất; Tchad Blake, Trina Shoemaker & Andy Wallace - kỹ sư/người trộn âm |                                                      |
| Ray of Light                                 | Madonna                                                            | Marius De Vries, Patrick Leonard, Madonna & William Orbit - nhà sản xuất; Jon Englesby, Pat McCarthy & David Reitzas - kỹ sư/người trộn âm                                                                   |                                                      |
| Version 2.0                                  | Garbage                                                            | Garbage - nhà sản xuất; Billy Bush, - kỹ sư/người trộn âm |                                                      |

### Thập niên 2000
| Năm                                       | Album                        | Nghệ sĩ | Đội sản xuất |
| 2000                                      |                              | | |
| ----------------------------------------- | ---------------------------- | --- | --- |
| 2000                                      | Supernatural                 | Santana | Clive Davis, Jerry Duplessis, Dust Brothers, Alex González, Charles Goodan, Stephen M. Harris, Lauryn Hill, Art Hodge, Wyclef Jean, Fher Olvera, K. C. Porter, Dante Ross & Matt Serletic - nhà sản xuất; Mike Couzzi, Benny Faccone, Steve Farrone, Steve Fontano, David Frazer, Jim Gaines, John Gamble, Commissioner Gordon, Andy Grassi, John Karpowich, Glenn Kolotkin, Tom Lord-Alge, Jeff Poe, Tony Prendatt, Anton Pukshansky, Warren Riker, Jim Scott, John Seymour, Matty Spindel, T-Ray, Chris Theis, David Thoener & Alvaro Villagra - kỹ sư/người trộn âm |
| 2000                                      | FanMail                      | TLC | Dallas Austin - nhà sản xuất; Carlton Lynn - kỹ sư/người trộn âm |
| 2000                                      | Fly                          | Dixie Chicks | Blake Chancey & Paul Worley - nhà sản xuất; John Guess & Billy Sherrill - kỹ sư/người trộn âm |
| 2000                                      | Millennium                   | Backstreet Boys | Kristian Lundin, Max Martin, Rami Yacoub, Robert John "Mutt" Lange, Stephen Lipson, Timmy Allen, Mattias Gustafsson, Edwin "Tony" Nicholas & Eric Foster White - nhà sản xuất; Kristian Lundin, Max Martin, Bo Reimer, Daniel Boom, Rami Yacoub, Chris Trevett, George Spatta, Adam Barber, Heff Moraes, Dawn Reinholtz, Devon Kirkpatrick, Mick Guzauski, Stephen George, Adam Blackburn, John Bates & Carl Robinson - kỹ sư/người trộn âm |
| 2000                                      | When I Look in Your Eyes     | Diana Krall | Tommy LiPuma & Johnny Mandel - nhà sản xuất; Al Schmitt - kỹ sư/người trộn âm |
| 2001                                      |                              | | |
| Two Against Nature                        | Steely Dan                   | Walter Becker & Donald Fagen - nhà sản xuất; Phil Burnett, Roger Nichols, Dave Russell & Elliot Scheiner - kỹ sư/người trộn âm | |
| Kid A                                     | Radiohead                    | Radiohead - nhà sản xuất; Nigel Godrich - kỹ sư/người trộn âm | |
| The Marshall Mathers LP                   | Eminem                       | Jeff Bass, Mark Bass, Dr. Dre, Eminem & The 45 King - nhà sản xuất; Rich Behrens, Mike Butler, Chris Conway, Rob Ebeling, Michelle Forbes, Richard Segal Huredia, Steve King, Aaron Lepley, James McCrone, Akane Nakamura & Lance Pierre - kỹ sư/người trộn âm | |
| Midnite Vultures                          | Beck                         | Beck Hansen, Dust Brothers, Tony Hoffer & Mickey Petralia - nhà sản xuất; Tony Hoffer, Mickey Petralia & Michael Patterson - kỹ sư/người trộn âm | |
| You're the One                            | Paul Simon                   | Paul Simon - nhà sản xuất; Andy Smith - kỹ sư/người trộn âm | |
| 2002                                      |                              | | |
| O Brother, Where Art Thou? – Soundtrack   | Nhiều nghệ sĩ                | Alison Krauss & Union Station, Chris Sharp, Chris Thomas King, Emmylou Harris, Gillian Welch, Harley Allen, John Hartford, Mike Compton, Norman Blake, Pat Enright, The Peasall Sisters, Ralph Stanley, Sam Bush, Stuart Duncan, The Cox Family, The Fairfield Four, The Whites & Tim Blake Nelson - nghệ sĩ khách mời; T Bone Burnett - nhà sản xuất; Mike Piersante & Peter Kurland - kỹ sư/người trộn âms; Gavin Lurssen - kỹ sư thu hậu kỳ | |
| Acoustic Soul                             | India.Arie                   | India.Arie, Mark Batson, Carlos "Six July" Broady, Blue Miller & Bob Power - nhà sản xuất; Mark Batson, Carlos "Six July" Broady, Kevin Haywood, Avery Johnson, George Karas, Jim Lightman, Blue Miller, Mark Niemiec, Bob Power, Mike Shipley, Alvin Speights, Mike Tocci & Dave Way - kỹ sư/người trộn âm | |
| All That You Can't Leave Behind           | U2                           | Brian Eno & Daniel Lanois - nhà sản xuất; Brian Eno, Steve Fitzmaurice, Julian Gallagher, Mike Hedges, Daniel Lanois, Steve Lillywhite, Tim Palmer, Richard Rainey & Richard Stannard - kỹ sư/người trộn âm | |
| Love and Theft                            | Bob Dylan                    | Jack Frost - nhà sản xuất; Chris Shaw - kỹ sư/người trộn âm | |
| Stankonia                                 | OutKast                      | Earthtone III, Organized Noize & Antonio "LA" Reid - nhà sản xuất; Jarvis Blackshear, Leslie Brathwaite, Josh Butler, Ralph Cacciurri, John Frye, Mark "DJ Exit" Goodchild, Carl Mo, Kevin Parker, Neal H. Poguep, Richard H. Segal, Kenneth Stallworth, Matt Still, Jason Stokes, Bernasky Wall & Derrick Williams - kỹ sư/người trộn âm | |
| 2003                                      |                              | | |
| Come Away with Me                         | Norah Jones                  | Norah Jones, Arif Mardin, Jay Newland & Craig Street - nhà sản xuất; S. Husky Huskolds & Jay Newland - kỹ sư/người trộn âm; Ted Jensen - kỹ sư thu hậu kỳ | |
| The Eminem Show                           | Eminem                       | Jeff Bass, Dr. Dre, Eminem & Denaun Porter - nhà sản xuất; Steve Baughman, Mauricio "Veto" Iragorri & Steve King - kỹ sư/người trộn âm; Brian "Big Bass" Gardner - kỹ sư thu hậu kỳ | |
| Home                                      | Dixie Chicks                 | Dixie Chicks & Lloyd Maines - nhà sản xuất; Gary Paczosa - kỹ sư/người trộn âm; Robert Hadley & Doug Sax - kỹ sư thu hậu kỳ | |
| Nellyville                                | Nelly                        | Jason "Jay E" Epperson, Just Blaze, The Neptunes, The Trackboyz, Ryan Bowser, Antoine "Bam" Macon & Waiel "Wally" Yaghnam - nhà sản xuất; Steve Eigner, Brian Garten, Russ Giraud, Gimel "Young Guru" Keaton, Greg Morgenstein, Matt Still & Rich Travali - kỹ sư/người trộn âm; Herb Powers - kỹ sư thu hậu kỳ | |
| The Rising                                | Bruce Springsteen            | Brendan O'Brien - nhà sản xuất; Nick Didia & Brendan O'Brien - kỹ sư/người trộn âm; Bob Ludwig - kỹ sư thu hậu kỳ | |
| 2004                                      |                              | | |
| Speakerboxxx/The Love Below               | OutKast                      | André 3000 & Antwon "Big Boi" Patton - nhà sản xuất; Vincent Alexander, Chris Carmouche, Kevin "KD" Davis, Reggie Dozier, John Frye, Robert Hannon, Padraic Kernin, Moka Nagatani, Pete Novak, Brian Paturalski, Neal Pogue, Dexter Simmons, Matt Still & Darrell Thorp - kỹ sư/người trộn âm; Brian Gardner & Bernie Grundman - kỹ sư thu hậu kỳ | |
| Elephant                                  | The White Stripes            | Jack White - nhà sản xuất; Liam Watson & Jack White - kỹ sư/người trộn âm; Noel Summerville - kỹ sư thu hậu kỳ | |
| Fallen                                    | Evanescence                  | Dave Fortman & Ben Moody - nhà sản xuất; Jay Baumgardner, Dave Fortman & Jeremy Parker - kỹ sư/người trộn âm; Ted Jensen - kỹ sư thu hậu kỳ | |
| Justified                                 | Justin Timberlake            | Brian McKnight, The Neptunes, Scott Storch, Timbaland & The Underdogs - nhà sản xuất; Andrew Coleman, Jimmy Douglass, Şerban Ghenea, Dabling Harward, Steve Penny, Dave "Hard Drive" Pensado, Dave "Natural Love" Russell, Timbaland & Chris Wood - kỹ sư/người trộn âm; Herb Powers Jr. - kỹ sư thu hậu kỳ | |
| Under Construction                        | Missy Elliott                | Craig Brockman, Missy "Misdemeanor" Elliott, Erroll "Poppi" McCalla, Nisan & Timbaland - nhà sản xuất; Jeff Allen, Carlos "El Loco" Bedoya, Josh Butler, Senator Jimmy D, Guru, Timbaland & Mike Wilson - kỹ sư/người trộn âm; Herb Powers Jr. - kỹ sư thu hậu kỳ | |
| 2005                                      |                              | | |
| Genius Loves Company                      | Ray Charles & Nhiều nghệ sĩ  | John Burk, Terry Howard, Don Mizell, Phil Ramone & Herbert Waltl - nhà sản xuất; Robert Fernandez, John Harris, Terry Howard, Pete Karam, Joel Moss, Al Schmitt & Ed Thacker - kỹ sư/người trộn âm; Robert Hadley & Doug Sax - kỹ sư thu hậu kỳ | |
| American Idiot                            | Green Day                    | Billie Joe Armstrong, Rob Cavallo, Mike Dirnt & Tré Cool - nhà sản xuất; Chris Lord-Alge & Doug McKean - kỹ sư/người trộn âm; Ted Jensen - kỹ sư thu hậu kỳ | |
| The College Dropout                       | Kanye West                   | Kanye West - nhà sản xuất; Eddy Schreyer - kỹ sư/người trộn âm; Eddy Schreyer - kỹ sư thu hậu kỳ | |
| Confessions                               | Usher                        | Bobby Ross Avila, Valdez Brantley, Bryan-Michael Cox, Vidal Davis, Destro Music, Jermaine Dupri, Andre Harris, Rich Harrison, IZ, Jimmy Jam, Just Blaze, James Lackey, Terry Lewis, Juan Johnny Najera, Pro J, Usher Raymond, Jonathan "Lil Jon" Smith, Aaron Spears, Arthur Strong, Robin Thicke & James "Big Jim" Wright - nhà sản xuất; Ian Cross, Kevin "KD" Davis, Vidal Davis, Vince DeLorenzo, Jermaine Dupri, Blake Eisman, Brian Frye, John Frye, Şerban Ghenea, Andre Harris, John Horesco IV, Ken Lewis, Matt Marrin, Manny Marroquin, Tony Maserati, Pro J, Donnie Scantz, Jon Smeltz, Jonathan "Lil Jon" Smith, Phil Tan, The Trak Starz, Mark Vinten & Ryan West - kỹ sư/người trộn âm; Herb Powers - kỹ sư thu hậu kỳ | |
| The Diary of Alicia Keys                  | Alicia Keys                  | Kerry "Krucial" Brothers, Vidal Davis, Easy Mo Bee, Andre Harris, Alicia Keys, Kumasi, Timbaland, Kanye West & Dwayne "D. Wigg" Wiggins - nhà sản xuất; Tony Black, Kerry "Krucial" Brothers, Vincent Dilorenzo, Russ Elevado, Manny Marroquin, Walter Millsap III, Ann Mincieli & Pat Viala - kỹ sư/người trộn âm; Herb Powers, Jr. - kỹ sư thu hậu kỳ | |
| 2006                                      |                              | | |
| How to Dismantle an Atomic Bomb           | U2                           | Brian Eno, Flood, Daniel Lanois, Jacknife Lee, Steve Lillywhite & Chris Thomas - nhà sản xuất; Greg Collins, Flood, Carl Glanville, Simon Gogerly, Nellee Hooper, Jacknife Lee & Steve Lillywhite - kỹ sư/người trộn âm; Arnie Acosta - kỹ sư thu hậu kỳ | |
| Chaos and Creation in the Backyard        | Paul McCartney               | Nigel Godrich - nhà sản xuất; Darrell Thorp - kỹ sư/người trộn âm; Alan Yoshida - kỹ sư thu hậu kỳ | |
| The Emancipation of Mimi                  | Mariah Carey                 | Mariah Carey, Bryan-Michael Cox, Jermaine Dupri, Young Genius, Scram Jones, The Legendary Traxster, LRoc, The Neptunes, James Poyser, Manuel Seal, Kanye West & James "Big Jim" Wright - nhà sản xuất; Dana Jon Chappelle, Jermaine Dupri, Bryan Frye, Brian Garten, John Horesco IV, Manny Marroquin, Mike Pierce, Phil Tan & Pat "Pat 'Em Down" Viala - kỹ sư/người trộn âm; Herb Powers, Jr. - kỹ sư thu hậu kỳ | |
| Late Registration                         | Kanye West                   | Jon Brion, Warryn "Baby Dubb" Campbell, Just Blaze, Devo Springsteen & Kanye West - nhà sản xuất; Craig Bauer, Tom Biller, Andrew Dawson, Mike Dean, Anthony Kilhoffer, Manny Marroquin, Richard Reitz & Brian Sumner - kỹ sư/người trộn âm; Vlado Meller - kỹ sư thu hậu kỳ | |
| Love. Angel. Music. Baby.                 | Gwen Stefani                 | André 3000, Dallas Austin, Dr. Dre, Nellee Hooper, Jimmy Jam, Tony Kanal, Terry Lewis, The Neptunes, Linda Perry & Johnny Vulture - nhà sản xuất; André 3000, Andrew Coleman, Greg Collins, Ian Cross, Dr. Dre, John Frye, Simon Gogerly, Mauricio "Veto" Iragorri, Matt Marin, Colin "Dog" Mitchell, Pete Novak, Ian Rossiter, Rick Sheppard, Mark "Spike" Stent, Phil Tan & Johnny Vulture - kỹ sư/người trộn âm; Brian "Big Bass" Gardner - kỹ sư thu hậu kỳ | |
| 2007                                      |                              | | |
| Taking the Long Way                       | Dixie Chicks                 | Rick Rubin - nhà sản xuất; Richard Dodd, Jim Scott & Chris Testa - kỹ sư/người trộn âm; Richard Dodd - kỹ sư thu hậu kỳ | |
| Continuum                                 | John Mayer                   | Steve Jordan & John Mayer - nhà sản xuất; John Alagia, Michael Brauer, Joe Ferla, Chad Franscoviak, Manny Marroquin & Dave O'Donnell - kỹ sư/người trộn âm; Greg Calbi - kỹ sư thu hậu kỳ | |
| FutureSex/LoveSounds                      | Justin Timberlake            | Danja, Jawbreakers, Rick Rubin, Timbaland & Justin Timberlake - nhà sản xuất; Jimmy Douglass, Şerban Ghenea, Padraic Kerin, Jason Lader, Andrew Scheps, Timbaland & Ethan Willoughby - kỹ sư/người trộn âm; Herb Powers, Jr. - kỹ sư thu hậu kỳ | |
| St. Elsewhere                             | Gnarls Barkley               | Danger Mouse - nhà sản xuất; Ben H. Allen, Danger Mouse & Kennie Takahashi - kỹ sư/người trộn âm; Mike Lazer - kỹ sư thu hậu kỳ | |
| Stadium Arcadium                          | Red Hot Chili Peppers        | Rick Rubin - nhà sản xuất; Ryan Hewitt, Mark Linette & Andrew Scheps - kỹ sư/người trộn âm; Vlado Meller - kỹ sư thu hậu kỳ | |
| 2008                                      |                              | | |
| River: The Joni Letters                   | Herbie Hancock               | Leonard Cohen, Norah Jones, Joni Mitchell, Corinne Bailey Rae, Luciana Souza & Tina Turner - nghệ sĩ khách mời; Herbie Hancock & Larry Klein - nhà sản xuất; Helik Hadar - kỹ sư/người trộn âm; Bernie Grundman - kỹ sư thu hậu kỳ | |
| Back to Black                             | Amy Winehouse                | Mark Ronson & Salaam Remi - nhà sản xuất; Tom Elmhirst, Gary Noble & Franklin Socorro - kỹ sư/người trộn âm; Mark Ronson - kỹ sư thu hậu kỳ | |
| Echoes, Silence, Patience & Grace         | Foo Fighters                 | Gil Norton - nhà sản xuất; Adrian Bushby & Rich Costey - kỹ sư/người trộn âm; Brian Gardner - kỹ sư thu hậu kỳ | |
| Graduation                                | Kanye West                   | Dwele, Lil Wayne, Mos Def & T-Pain - nghệ sĩ khách mời; Warryn "Baby Dubb" Campbell, Eric Hudson, Brian "Allday" Miller, Nottz, Patrick "Plain Pat" Reynolds, Gee Roberson, Toomp & Kanye West - nhà sản xuất; Bruce Beuchner, Andrew Dawson, Mike Dean, Anthony Kilhoffer, Greg Koller, Manny Marroquin, Nottz Raw, Tony Rey, Seiji Sekine, Paul Sheehy & D. Sloan - kỹ sư/người trộn âm; Vlado Meller - kỹ sư thu hậu kỳ | |
| These Days                                | Vince Gill                   | John Anderson, Guy Clark, Rodney Crowell, Diana Krall & The Del McCoury Band - nghệ sĩ khách mời; Vince Gill, John Hobbs & Justin Niebank - nhà sản xuất; Neal Cappellino & Justin Niebank - kỹ sư/người trộn âm; Adam Ayan - kỹ sư thu hậu kỳ | |
| 2009                                      |                              | | |
| Raising Sand                              | Robert Plant & Alison Krauss | T Bone Burnett - nhà sản xuất; Mike Piersante - kỹ sư/người trộn âm; Gavin Lurssen - kỹ sư thu hậu kỳ | |
| In Rainbows                               | Radiohead                    | Nigel Godrich - nhà sản xuất; Nigel Godrich, Dan Grech-Marguerat, Hugo Nicolson & Richard Woodcraft - kỹ sư/người trộn âm; Bob Ludwig - kỹ sư thu hậu kỳ | |
| Tha Carter III                            | Lil Wayne                    | Babyface, Brisco, Fabolous, Jay-Z, Kidd Kidd, Busta Rhymes, Juelz Santana, D. Smith, Static Major, T-Pain & Bobby Valentino - nghệ sĩ khách mời; Alchemist, David Banner, Vaushaun "Maestro" Brooks, Cool & Dre, Andrews "Drew" Correa, Shondrae "Mr. Bangladesh" Crawford, Darius "Deezle" Harrison, Jim Jonsin, Mousa, Pro Jay, Rodnae, Skillz & Play, D. Smith, Swizz Beatz, Robin Thicke, T-Pain & Kanye West - nhà sản xuất; Angel Aponte, Joshua Berkman, Andrew Dawson, Joe G, Darius "Deezle" Harrison, Fabian Marasciullo, Miguel Scott, Robin Thicke, Julian Vasquez & Gina Victoria - kỹ sư/người trộn âm; Vlado Meller - kỹ sư thu hậu kỳ                                                                                | |
| Viva la Vida or Death and All His Friends | Coldplay                     | Markus Dravs, Brian Eno & Rik Simpson - nhà sản xuất; Michael H. Brauer, Markus Dravs, John O'Mahoney, Rik Simpson & Andy Wallace - kỹ sư/người trộn âm; Bob Ludwig - kỹ sư thu hậu kỳ | |
| Year of the Gentleman                     | Ne-Yo                        | Chuck Harmony, Ne-Yo, Polow Da Don, StarGate, Stereotypes, Syience, Shea Taylor & Shomari "Sho" Wilson - nhà sản xuất; Kirven Arrington, Jeff Chestek, Kevin "KD" Davis, Mikkel Eriksen, Jaymz Hardy Martin, III, Geno Regist, Phil Tan & Tony Terrebonne - kỹ sư/người trộn âm; Herb Powers, Jr. - kỹ sư thu hậu kỳ | |

### Thập niên 2010
| Năm                                                  | Album                           | Nghệ sĩ | Đội sản xuất |
| 2010                                                 |                                 | | |
| ---------------------------------------------------- | ------------------------------- | --- | --- |
| 2010                                                 | Fearless                        | Taylor Swift | Colbie Caillat - nghệ sĩ khách mời; Nathan Chapman & Taylor Swift - nhà sản xuất; Chad Carlson, Nathan Chapman & Justin Niebank - kỹ sư/người trộn âm; Hank Williams - kỹ sư thu hậu kỳ |
| 2010                                                 | Big Whiskey & the GrooGrux King | Dave Matthews Band | Jeff Coffin, Tim Reynolds & Rashawn Ross - nghệ sĩ khách mời; Rob Cavallo - nhà sản xuất; Chris Lord-Alge & Doug McKean - kỹ sư/người trộn âm; Ted Jensen - kỹ sư thu hậu kỳ |
| 2010                                                 | The E.N.D.                      | The Black Eyed Peas | Apl.de.ap, Jean Baptiste, Printz Board, DJ Replay, Funkagenda, David Guetta, Keith Harris, Mark Knight, Poet Name Life, Frederick Riesterer & will.i.am - nhà sản xuất; Dylan "3D" Dresdow, Padraic "Padlock" Kerin & will.i.am - kỹ sư/người trộn âm; Chris Bellman - kỹ sư thu hậu kỳ |
| 2010                                                 | The Fame                        | Lady Gaga | Flo Rida, Colby O'Donis & Space Cowboy - nghệ sĩ khách mời; Brian & Josh, Rob Fusari, Martin Kierszenbaum, RedOne & Space Cowboy - nhà sản xuất; 4Mil, Robert Orton, RedOne, Dave Russell & Tony Ugval - kỹ sư/người trộn âm; Gene Grimaldi - kỹ sư thu hậu kỳ |
| 2010                                                 | I Am... Sasha Fierce            | Beyoncé | Shondrae "Mr. Bangledesh" Crawford, Ian Dench, D-Town, Toby Gad, Sean Garrett, Amanda Ghost, Jim Jonsin, Beyoncé Knowles, Rico Love, Dave McCracken, Terius Nash, Radio Killa, Stargate, Christopher "Tricky" Stewart, Ryan Tedder & Wayne Wilkins - nhà sản xuất; Jim Caruana, Mikkel S. Eriksen, Toby Gad, Kuk Harrell, Jim Jonsin, Jaycen Joshua, Dave Pensado, Radio Killa, Mark "Spike" Stent, Ryan Tedder, Brian "B-LUV" Thomas, Marcos Tovar, Miles Walker & Wayne Wilkins - kỹ sư/người trộn âm; Tom Coyne - kỹ sư thu hậu kỳ |
| 2011                                                 |                                 | | |
| The Suburbs                                          | Arcade Fire                     | Arcade Fire & Markus Dravs - nhà sản xuất; Arcade Fire, Mark Lawson & Craig Silvey - kỹ sư/người trộn âm; Mark Lawson - kỹ sư thu hậu kỳ | |
| The Fame Monster                                     | Lady Gaga                       | Beyoncé - nghệ sĩ khách mời; Ron Fair, Fernando Garibay, Tal Herzberg, Rodney Jerkins, Lady Gaga, RedOne, Teddy Riley & Space Cowboy - nhà sản xuất; Eelco Bakker, Christian Delano, Mike Donaldson, Paul Foley, Tal Herzberg, Rodney Jerkins, Hisashi Mizoguchi, Robert Orton, Dan Parry, Jack Joseph Puig, RedOne, Teddy Riley, Dave Russel, Johnny Severin, Space Cowboy, Mark Stent, Jonas Wetling & Frank Wolff - kỹ sư/người trộn âm; Gene Grimaldi - kỹ sư thu hậu kỳ | |
| Need You Now                                         | Lady Antebellum                 | Lady Antebellum & Paul Worley - nhà sản xuất; Clarke Schleicher - kỹ sư/người trộn âm; Andrew Mendelson - kỹ sư thu hậu kỳ | |
| Recovery                                             | Eminem                          | Kobe, Lil Wayne, Pink & Rihanna - nghệ sĩ khách mời; Alex Da Kid, Victor Alexander, Boi-1da, Nick Brongers, Dwayne "Supa Dups" Chin-Quee, DJ Khalil, Dr. Dre, Eminem, Jason Gilbert, Havoc, Emile Haynie, Jim Jonsin, Just Blaze, Magnedo7, Mr. Porter, Robert Reyes, Makeba Riddick & Script Shepherd - nhà sản xuất; Alex Da Kid, Dwayne "Supa Dups" Chin-Quee, Kal "Boogie" Dellaportas, Dr. Dre, Eminem, Mauricio "Veto" Iragorri, Just Blaze, Robert Marks, Alex Merzin, Matthew Samuels, Joe Strange, Mike Strange & Ryan West - kỹ sư/người trộn âm; Brian "Big Bass" Gardner - kỹ sư thu hậu kỳ | |
| Teenage Dream                                        | Katy Perry                      | Snoop Dogg - nghệ sĩ khách mời; Ammo, Benny Blanco, Dr. Luke, Kuk Harrell, Max Martin, Stargate, C. "Tricky" Stewart, Sandy Vee & Greg Wells - nhà sản xuất; Steve Churchyard, Mikkel S. Eriksen, Şerban Ghenea, John Hanes, Sam Holland, Jaycen Joshua, Damien Lewis, Chris O'Ryan, Carlos Oyanedel, Paris, Phil Tan, Brain Thomas, Lewis Tozour, Miles Walker, Emily Wright & Andrew Wuepper - kỹ sư/người trộn âm; Brian Gardner - kỹ sư thu hậu kỳ | |
| 2012                                                 |                                 | | |
| 21                                                   | Adele                           | Jim Abbiss, Adele Adkins, Paul Epworth, Rick Rubin, Fraser T Smith, Ryan Tedder & Dan Wilson - nhà sản xuất; Jim Abbiss, Philip Allen, Beatriz Artola, Ian Dowling, Tom Elmhirst, Greg Fidelman, Dan Parry, Steve Price, Mark Rankin, Andrew Scheps, Fraser T. Smith & Ryan Tedder - kỹ sư/người trộn âm; Tom Coyne - kỹ sư thu hậu kỳ | |
| Born This Way                                        | Lady Gaga                       | Paul Blair, DJ Snake, Fernando Garibay, Lady Gaga, Robert John "Mutt" Lange, Jeppe Laursen, RedOne & Clinton Sparks - nhà sản xuất; Fernando Garibay, Lady Gaga, Bill Malina, Trevor Muzzy, RedOne, Dave Russell, Justin Shirley Smith, Horace Ward & Tom Ware - kỹ sư/người trộn âm; Gene Grimaldi - kỹ sư thu hậu kỳ | |
| Doo-Wops & Hooligans                                 | Bruno Mars                      | B.o.B, Cee Lo Green & Damian Marley - nghệ sĩ khách mời; Dwayne "Supa Dups" Chin-Quee, Needlz & The Smeezingtons - nhà sản xuất; Ari Levine & Manny Marroquin - kỹ sư/người trộn âm; Stephen Marcussen - kỹ sư thu hậu kỳ | |
| Loud                                                 | Rihanna                         | Drake, Eminem & Nicki Minaj - nghệ sĩ khách mời; Ester Dean, Alex Da Kid, Kuk Harrell, Mel & Mus, Awesome Jones, Makeba Riddick, The Runners, Sham, Soundz, Stargate, Chris "Tricky" Stewart, Sandy Vee & Willy Will - nhà sản xuất; Ariel Chobaz, Cary Clark, Mikkel S. Eriksen, Alex Da Kid, Josh Gudwin, Kuk Harrell, Jaycen Joshua, Manny Marroquin, Dana Nielsen, Chad "C-Note" Roper, Noah "40" Shebib, Corey Shoemaker, Jay Stevenson, Mike Strange, Phil Tan, Brian "B-Luv" Thomas, Marcos Tovar, Sandy Vee, Jeff "Supa Jeff" Villanueva, Miles Walker & Andrew Wuepper - kỹ sư/người trộn âm; Chris Gehringer - kỹ sư thu hậu kỳ | |
| Wasting Light                                        | Foo Fighters                    | Butch Vig - nhà sản xuất; James Brown & Alan Moulder - kỹ sư/người trộn âm; Joe LaPorta & Emily Lazar - kỹ sư thu hậu kỳ | |
| 2013                                                 |                                 | | |
| Babel                                                | Mumford & Sons                  | Markus Dravs - nhà sản xuất; Robin Baynton & Ruadhri Cushnan - kỹ sư/người trộn âm; Bob Ludwig - kỹ sư thu hậu kỳ | |
| Blunderbuss                                          | Jack White                      | Jack White - nhà sản xuất; Vance Powell & Jack White - kỹ sư/người trộn âm; Bob Ludwig - kỹ sư thu hậu kỳ | |
| Channel Orange                                       | Frank Ocean                     | André 3000, John Mayer & Earl Sweatshirt - nghệ sĩ khách mời; Om'Mas Keith, Malay, Frank Ocean & Pharrell Williams - nhà sản xuất; Calvin Bailif, Andrew Coleman, Jeff Ellis, Doug Fenske, Om'Mas Keith, Malay, Frank Ocean, Philip Scott, Mark "Spike" Stent, Pat Thrall, Ken Oriole, Marcos Tovar & Vic Wainstein - kỹ sư/người trộn âm; Vlado Meller - kỹ sư thu hậu kỳ | |
| El Camino                                            | The Black Keys                  | The Black Keys & Danger Mouse - nhà sản xuất; Tchad Blake, Tom Elmhirst & Kennie Takahashi - kỹ sư/người trộn âm; Brian Lucey - kỹ sư thu hậu kỳ | |
| Some Nights                                          | Fun.                            | Janelle Monáe - nghệ sĩ khách mời; Jeff Bhasker, Emile Haynie, Jake One & TommyD - nhà sản xuất; Jeff Bhasker, Pete Bischoff, Jeff Chestek, Andrew Dawson, Emile Haynie, Manny Marroquin, Sonny Pinnar & Stuart White - kỹ sư/người trộn âm; Chris Gehringer - kỹ sư thu hậu kỳ | |
| 2014                                                 |                                 | | |
| Random Access Memories                               | Daft Punk                       | Julian Casablancas, DJ Falcon, Todd Edwards, Chilly Gonzales, Giorgio Moroder, Panda Bear, Nile Rodgers, Paul Williams & Pharrell Williams - nghệ sĩ khách mời; Thomas Bangalter, Julian Casablancas, Guy-Manuel De Homem-Christo, DJ Falcon & Todd Edwards - nhà sản xuất; Peter Franco, Mick Guzauski, Florian Lagatta, Guillaume Le Braz & Daniel Lerner - kỹ sư/người trộn âm; Bob Ludwig - kỹ sư thu hậu kỳ | |
| The Blessed Unrest                                   | Sara Bareilles                  | Sara Bareilles, Mark Endert & John O'Mahony - nhà sản xuất; Jeremy Darby, Mark Endert & John O'Mahony - kỹ sư/người trộn âm; Greg Calbi - kỹ sư thu hậu kỳ | |
| Good Kid, M.A.A.D City                               | Kendrick Lamar                  | Mary J. Blige, Dr. Dre, Drake, Jay Rock, Jay-Z, MC Eiht & Anna Wise - nghệ sĩ khách mời; DJ Dahi, Hit-Boy, Skhye Hutch, Just Blaze, Like, Terrace Martin, Dawaun Parker, Pharrell Williams, Rahki, Scoop DeVille, Sounwave, Jack Splash, Tabu, Tha Bizness & T-Minus - nhà sản xuất; Derek Ali, Dee Brown, Dr. Dre, James Hunt, Mauricio "Veto" Iragorri, Mike Larson, Jared Scott, Jack Splash & Andrew Wright - kỹ sư/người trộn âm; Mike Bozzi & Brian Gardner - kỹ sư thu hậu kỳ | |
| The Heist                                            | Macklemore & Ryan Lewis         | Ab-Soul, Ben Bridwell, Ray Dalton, Eighty4 Fly, Hollis, Mary Lambert, Buffalo Madonna, Evan Roman, Schoolboy Q, Allen Stone, The Teaching & Wanz - nghệ sĩ khách mời; Ryan Lewis - nhà sản xuất; Ben Haggerty, Ryan Lewis, Amos Miller, Reed Ruddy & Pete Stewart - kỹ sư/người trộn âm; Brian Gardner - kỹ sư thu hậu kỳ | |
| Red                                                  | Taylor Swift                    | Gary Lightbody & Ed Sheeran - nghệ sĩ khách mời; Jeff Bhasker, Nathan Chapman, Dann Huff, Jacknife Lee, Max Martin, Shellback, Taylor Swift, Butch Walker & Dan Wilson - nhà sản xuất; Joe Baldridge, Sam Bell, Matt Bishop, Chad Carlson, Nathan Chapman, Şerban Ghenea, John Hanes, Sam Holland, Michael Ilbert, Taylor Johnson, Jacknife Lee, Steve Marcantonio, Manny Marroquin, Justin Niebank, John Rausch, Eric Robinson, Pawel Sek, Jake Sinclair, Mark "Spike" Stent & Andy Thompson - kỹ sư/người trộn âm; Tom Coyne & Hank Williams - kỹ sư thu hậu kỳ | |
| 2015                                                 |                                 | | |
| Morning Phase                                        | Beck                            | Beck Hansen - nhà sản xuất; Tom Elmhirst, David Greenbaum, Florian Lagatta, Cole Marsden Greif-Neill, Robbie Nelson, Darrell Thorp, Cassidy Turbin & Joe Visciano - kỹ sư/người trộn âm; Bob Ludwig - kỹ sư thu hậu kỳ | |
| Beyoncé                                              | Beyoncé                         | Chimamanda Ngozi Adichie, Drake, Jay-Z & Frank Ocean - nghệ sĩ khách mời; Ammo, Boots, James Fauntleroy, Noel "Detail" Fisher, Jerome Harmon, Hit-Boy, Beyoncé Knowles, Terius "The-Dream" Nash, Caroline Polachek, Rey Reel, Noah "40" Shebib, Ryan Tedder, Timbaland, Justin Timberlake, Key Wane, Pharrell Williams & Patrick Wimberly - nhà sản xuất; Boots, Noel Cadastre, Noel "Gadget" Campbell, Rob Cohen, Andrew Coleman, Chris Godbey, Justin Hergett, James Krausse, Mike Larson, Jonathan Lee, Tony Maserati, Ann Mincieli, Caroline Polachek, Andrew Scheps, Bart Schoudel, Noah "40" Shebib, Ryan Tedder, Stuart White & Jordan "DJ Swivel" Young - kỹ sư/người trộn âm; Tom Coyne, James Krausse & Aya Merrill - kỹ sư thu hậu kỳ; Justin Timberlake, Justin Timbaland, Pharrell Williams, Sia, Frank Ocean, The-Dream, Miguel và James Fauntleroy - nhạc sĩ sáng tác bài hát | |
| Girl                                                 | Pharrell Williams               | Alicia Keys & Justin Timberlake - nghệ sĩ khách mời; Pharrell Williams - nhà sản xuất; Leslie Brathwaite, Adrian Breakspear, Andrew Coleman, Jimmy Douglas, Hart Gunther, Mick Guzauski, Florian Lagatta, Mike Larson, Stephanie McNally, Alan Meyerson, Ann Mincieli & Kenta Yonesaka - kỹ sư/người trộn âm; Bob Ludwig - kỹ sư thu hậu kỳ | |
| In the Lonely Hour                                   | Sam Smith                       | Steve Fitzmaurice, Komi, Howard Lawrence, Zane Lowe, Mojam, Jimmy Napes, Naughty Boy, Fraser T. Smith, Two Inch Punch & Eg White - nhà sản xuất; Michael Angelo, Graham Archer, Steve Fitzmaurice, Simon Hale, Darren Heelis, James Murray, Jimmy Napes, Mustafa Omer, Dan Parry, Steve Price & Eg White - kỹ sư/người trộn âm; Tom Coyne & Stuart Hawkes - kỹ sư thu hậu kỳ | |
| x                                                    | Ed Sheeran                      | Jeff Bhasker, Benny Blanco, Jake Gosling, Johnny McDaid, Rick Rubin & Pharrell Williams - nhà sản xuất; Andrew Coleman, Jake Gosling, Matty Green, William Hicks, Tyler Sam Johnson, Jason Lader, Johnny McDaid, Chris Sclafani, Mark Stent & Geoff Swan - kỹ sư/người trộn âm; Stuart Hawkes - kỹ sư thu hậu kỳ | |
| 2016                                                 |                                 | | |
| 1989                                                 | Taylor Swift                    | Jack Antonoff, Nathan Chapman, Imogen Heap, Max Martin, Mattman & Robin, Ali Payami, Shellback, Taylor Swift, Ryan Tedder & Noel Zancanella - nhà sản xuất; Jack Antonoff, Mattias Bylund, Smith Carlson, Nathan Chapman, Şerban Ghenea, John Hanes, Imogen Heap, Sam Holland, Michael Ilbert, Brendan Morawski, Laura Sisk & Ryan Tedder - kỹ sư/người trộn âm; Tom Coyne - kỹ sư thu hậu kỳ | |
| Beauty Behind the Madness                            | The Weeknd                      | Lana Del Rey, Labrinth & Ed Sheeran - nghệ sĩ khách mời; DannyBoyStyles, Ben Diehl, Labrinth, Mano, Max Martin, Stephan Moccio, Carlo Montagnese, Ali Payami, Che Pope, Jason Quenneville, Peter Svensson, Abel Tesfaye & Kanye West - nhà sản xuất; Jay Paul Bicknell, Mattias Bylund, Şerban Ghenea, Noah Goldstein, John Hanes, Sam Holland, Jean Marie Horvat, Carlo Montagnese, Jason Quenneville & Dave Reitzas - kỹ sư/người trộn âm; Tom Coyne & Dave Kutch - kỹ sư thu hậu kỳ | |
| Sound & Color                                        | Alabama Shakes                  | Alabama Shakes & Blake Mills - nhà sản xuất; Shawn Everett - kỹ sư/người trộn âm; Bob Ludwig - kỹ sư thu hậu kỳ | |
| To Pimp a Butterfly                                  | Kendrick Lamar                  | Bilal, George Clinton, James Fauntleroy, Ronald Isley, Rapsody, Snoop Dogg, Thundercat & Anna Wise - nghệ sĩ khách mời; Taz Arnold, Boi-1da, Ronald Colson, Larrance Dopson, Flying Lotus, Fredrik "Tommy Black" Halldin, Knxwledge, Koz, Lovedragon, Terrace Martin, Rahki, Sounwave, Tae Beast, Thundercat, Whoarei & Pharrell Williams - nhà sản xuất; Derek "MixedByAli" Ali, Thomas Burns, James "The White Black Man" Hunt, 9th Wonder & Matt Schaeffer - kỹ sư/người trộn âm; Mike Bozzi - kỹ sư thu hậu kỳ | |
| Traveller                                            | Chris Stapleton                 | Dave Cobb & Chris Stapleton - nhà sản xuất; Vance Powell - kỹ sư/người trộn âm; Pete Lyman - kỹ sư thu hậu kỳ | |
| 2017                                                 |                                 | | |
| 25                                                   | Adele                           | Danger Mouse, Samuel Dixon, Paul Epworth, Greg Kurstin, Max Martin, Ariel Rechtshaid, Shellback, The Smeezingtons & Ryan Tedder - nhà sản xuất; Julian Burg, Austen Jux Chandler, Cameron Craig, Samuel Dixon, Tom Elmhirst, Declan Gaffney, Şerban Ghenea, John Hanes, Emile Haynie, Jan Holzner, Michael Ilbert, Chris Kasych, Greg Kurstin, Charles Moniz, Liam Nolan, Alex Pasco, Mike Piersante, Ariel Rechtshaid, Rich Rich, Dave Schiffman, Joe Visciano & Matt Wiggins - kỹ sư/người trộn âm; Tom Coyne & Randy Merrill - kỹ sư thu hậu kỳ | |
| Lemonade                                             | Beyoncé                         | James Blake, Kendrick Lamar, The Weeknd & Jack White - nghệ sĩ khách mời; Vincent Berry II, Ben Billions, James Blake, BOOTS, Jonny Coffer, DannyBoyStyles, Mike Dean, Alex Delicata, Diplo, Derek Dixie, Kevin Garrett, Diana Gordon, HazeBanga, Hit-Boy, Just Blaze, King Henry, Beyoncé Knowles, Ezra Koenig, Jeremy McDonald, MeLo-X, Mike Will Made-It, Pluss & Jack White - nhà sản xuất; Mike Dean, Jaycen Joshua, Greg Koller, Tony Maserati, Lester Mendoza, Vance Powell, Joshua V. Smith & Stuart White - kỹ sư/người trộn âm; Dave Kutch - kỹ sư thu hậu kỳ | |
| Purpose                                              | Justin Bieber                   | Big Sean, Diplo, Halsey, Travis Scott & Skrillex - nghệ sĩ khách mời; The Audibles, Axident, Justin Bieber, Big Taste, Benny Blanco, Blood, Jason "Poo Bear" Boyd, Scott "Scooter" Braun, Mike Dean, Diplo, Gladius, Nico Hartikainen, Mark "The Mogul" Jackson, Steve James, Ian Kirkpatrick, Maejor, MdL, Skrillex, Jeremy Snyder & Soundz - nhà sản xuất; Simon Cohen, Diplo, Mark "Exit" Goodchild, Josh Gudwin, Jaycen Joshua, Manny Marroquin, Chris 'Tek' O'Ryan, Johannes Rassina, Gregg Rominiecki, Chris Sclafani, Skrillex, Dylan William & Andrew Wuepper - kỹ sư/người trộn âm; Tom Coyne & Randy Merrill - kỹ sư thu hậu kỳ | |
| A Sailor's Guide to Earth                            | Sturgill Simpson                | Sturgill Simpson - nhà sản xuất; Geoff Allan, David Ferguson & Sean Sullivan - kỹ sư/người trộn âm; Gavin Lurssen - kỹ sư thu hậu kỳ | |
| Views                                                | Drake                           | dvsn, Future, Kyla, PartyNextDoor, Rihanna & Wizkid - nghệ sĩ khách mời; Brian Alexander Morgan, Axlfolie, Beat Bully, Boi-1da, Cardo, Dwayne "Supa Dups" Chin-Quee, Daxz, DJ Dahi, Frank Dukes, Maneesh, Murda Beatz, Nineteen85, Ricci Riera, Allen Ritter, Noah "40" Shebib, Southside, Sevn Thomas, Jordan Ullman, Kanye West, Wizkid & Young Exclusive - nhà sản xuất; Noel Cadastre, Noel "Gadget" Campbell, Seth Firkins, David "Prep" Bijan Huges & Noah "40" Shebib - kỹ sư/người trộn âm; Chris Athens - kỹ sư thu hậu kỳ | |
| 2018                                                 |                                 | | |
| 24K Magic                                            | Bruno Mars                      | Shampoo Press & Curl - nhà sản xuất; Şerban Ghenea, John Hanes & Charles Moniz - kỹ sư/người trộn âm; Christopher Brody Brown, James Fauntleroy, Philip Lawrence & Bruno Mars - nhạc sĩ sáng tác bài hát; Tom Coyne - kỹ sư thu hậu kỳ | |
| "Awaken, My Love!"                                   | Childish Gambino                | Donald Glover & Ludwig Göransson - nhà sản xuất; Bryan Carrigan, Chris Fogel, Donald Glover, Ludwig Göransson, Riley Mackin & Ruben Rivera - kỹ sư/người trộn âm; Donald Glover & Ludwig Göransson - nhạc sĩ sáng tác bài hát; Bernie Grundman - kỹ sư thu hậu kỳ | |
| Damn.                                                | Kendrick Lamar                  | DJ Dahi, Sounwave & Anthony Tiffith - nhà sản xuất; Derek "MixedByAli" Ali, James Hunt & Matt Schaeffer - kỹ sư/người trộn âm; Kendrick Duckworth, Dacoury Natche, Mark Spears & Anthony Tiffith - nhạc sĩ sáng tác bài hát; Mike Bozzi - kỹ sư thu hậu kỳ | |
| 4:44                                                 | Jay-Z                           | Jay-Z & No I.D. - nhà sản xuất; Jimmy Douglass & Gimel "Young Guru" Keaton - kỹ sư/người trộn âm; Shawn Carter & Dion Wilson - nhạc sĩ sáng tác bài hát; Dave Kutch - kỹ sư thu hậu kỳ | |
| Melodrama                                            | Lorde                           | Jack Antonoff & Lorde - nhà sản xuất; Şerban Ghenea, John Hanes & Laura Sisk - kỹ sư/người trộn âm; Jack Antonoff & Ella Yelich-O'Connor - nhạc sĩ sáng tác bài hát; Randy Merrill - kỹ sư thu hậu kỳ | |
| 2019                                                 |                                 | | |
| Golden Hour                                          | Kacey Musgraves                 | Ian Fitchuk, Kacey Musgraves & Daniel Tashian - nhà sản xuất; Craig Alvin & Shawn Everett - kỹ sư/người trộn âm; Ian Fitchuk, Kacey Musgraves & Daniel Tashian - nhạc sĩ sáng tác bài hát; Greg Calbi & Steve Fallone - kỹ sư thu hậu kỳ | |
| Beerbongs & Bentleys                                 | Post Malone                     | Louis Bell & Post Malone - nhà sản xuất; Louis Bell & Manny Marroquin - kỹ sư/người trộn âm; Louis Bell & Austin Post - nhạc sĩ sáng tác bài hát; Mike Bozzi - kỹ sư thu hậu kỳ | |
| Black Panther: The Album, Music from and Inspired By | Nhiều nghệ sĩ                   | Kendrick Lamar - nghệ sĩ khách mời; Kendrick Duckworth & Sounwave - nhà sản xuất; Matt Schaeffer - kỹ sư/người trộn âm; Kendrick Duckworth & Mark Spears - nhạc sĩ sáng tác bài hát; Mike Bozzi - kỹ sư thu hậu kỳ | |
| By the Way, I Forgive You                            | Brandi Carlile                  | Dave Cobb & Shooter Jennings - nhà sản xuất; Dave Cobb & Eddie Spear - kỹ sư/người trộn âm; Brandi Carlile, Phil Hanseroth & Tim Hanseroth - nhạc sĩ sáng tác bài hát; Pete Lyman - kỹ sư thu hậu kỳ | |
| Dirty Computer                                       | Janelle Monáe                   | Chuck Lightning & Janelle Monáe Robinson & Nate "Rocket" Wonder - nhà sản xuất; Mick Guzauski, Janelle Monáe Robinson & Nate "Rocket" Wonder - kỹ sư/người trộn âm; Nathaniel Irvin III, Charles Joseph II, Taylor Parks & Janelle Monáe Robinson - nhạc sĩ sáng tác bài hát; Dave Kutch - kỹ sư thu hậu kỳ | |
| H.E.R.                                               | H.E.R.                          | Darhyl "Hey DJ" Camper Jr., David 'Swagg R'Celious' Harris, H.E.R., Walter Jones & Jeff Robinson - nhà sản xuất; Miki Tsutsumi - kỹ sư/người trộn âm; Darhyl Camper Jr. & H.E.R. - nhạc sĩ sáng tác bài hát; Dave Kutch - kỹ sư thu hậu kỳ | |
| Invasion of Privacy                                  | Cardi B                         | Craig Kallman, 30 Roc, Allen Ritter, Andrew Watt, Benny Blanco, Boi-1da, Cubeatz, DJ Mustard, Frank Dukes, J. White Did It, Keyz, Murda Beatz, Needlz, Scribz Riley, Tainy, & Vinylz - nhà sản xuất; Leslie Brathwaite & Evan LaRay - kỹ sư/người trộn âm; Belcalis Almanzar & Jorden Thorpe - nhạc sĩ sáng tác bài hát; Colin Leonard - kỹ sư thu hậu kỳ | |
| Scorpion                                             | Drake                           | 40, Allen Ritter, PartyNextDoor, Blaqnmild, Noel Cadastre, The 25th Hour, OB O'Brien, Boi-1da, Capo, Cardo, DJ Paul, DJ Premier, Jahaan Sweet, ModMaxx, Murda Beatz, No I.D., Nonstop da Hitman, Oogie Mane, Preme, Shaun Harris, Supah Mario, T-Minus, Tay Keith, TrapMoneyBenny, Jeffrey Rashad, TWhy Xclusive, Corey Litwin, Wallis Lane, & Yung Exclusive - nhà sản xuất; Noel Cadastre, Noel "Gadget" Campbell & Noah Shebib - kỹ sư/người trộn âm; Aubrey Graham & Noah Shebib - nhạc sĩ sáng tác bài hát; Chris Athens - kỹ sư thu hậu kỳ | |

### Thập niên 2020
| Năm                                                 | Album                                    | Nghệ sĩ | Đội sản xuất |
| 2020                                                |                                          | | |
| --------------------------------------------------- | ---------------------------------------- | --- | --- |
| 2020                                                | When We All Fall Asleep, Where Do We Go? | Billie Eilish | Finneas O'Connell - nhà sản xuất; Rob Kinelski & Finneas O'Connell - kỹ sư/người trộn âm; Billie Eilish O'Connell & Finneas O'Connell - nhạc sĩ sáng tác bài hát; John Greenham - kỹ sư thu hậu kỳ                                                                                       |
| 2020                                                | Cuz I Love You (Deluxe)                  | Lizzo | Ricky Reed - nhà sản xuất; Manny Marroquin & Ethan Shumaker - kỹ sư/người trộn âm; Eric Frederic & Melissa Jefferson - nhạc sĩ sáng tác bài hát; Chris Gehringer - kỹ sư thu hậu kỳ |
| 2020                                                | Father of the Bride                      | Vampire Weekend | Ezra Koenig & Ariel Rechtshaid - nhà sản xuất; John DeBold, Chris Kasych, Takemasa Kosaka, Ariel Rechtshaid & Hiroya Takayama - kỹ sư/người trộn âm; Ezra Koenig - nhạc sĩ sáng tác bài hát; Emily Lazar - kỹ sư thu hậu kỳ                                                              |
| 2020                                                | I, I                                     | Bon Iver | Brad Cook, Chris Messina & Justin Vernon - nhà sản xuất; Zach Hansen & Chris Messina - kỹ sư/người trộn âm; BJ Burton, Brad Cook & Justin Vernon - nhạc sĩ sáng tác bài hát; Greg Calbi - kỹ sư thu hậu kỳ                                                                               |
| 2020                                                | I Used to Know Her                       | H.E.R. | David "Swagg R'Celious" Harris, H.E.R., Walter Jones & Jeff Robinson - nhà sản xuất; Miki Tsutsumi - kỹ sư/người trộn âm; Sam Ashworth, Jeff "Gitty" Gitelman, David "Swagg R'Celious" Harris & H.E.R. - nhạc sĩ sáng tác bài hát; Colin Leonard - kỹ sư thu hậu kỳ                      |
| 2020                                                | Norman Fucking Rockwell!                 | Lana Del Rey | Jack Antonoff & Lana Del Rey - nhà sản xuất; Jack Antonoff & Laura Sisk - kỹ sư/người trộn âm; Jack Antonoff & Lana Del Rey - nhạc sĩ sáng tác bài hát; Chris Gehringer - kỹ sư thu hậu kỳ                                                                                               |
| 2020                                                | 7                                        | Lil Nas X | Joe Grasso - kỹ sư/người trộn âm; Montero Lamar Hill - nhạc sĩ sáng tác bài hát; Eric Lagg - kỹ sư thu hậu kỳ |
| 2020                                                | Thank U, Next                            | Ariana Grande | Tommy Brown, Ilya, Max Martin & Victoria Monet - nhà sản xuất; Şerban Ghenea & Brendan Morawski - kỹ sư/người trộn âm; Tommy Brown, Ariana Grande, Savan Kotecha, Max Martin, Victoria Monet, Tayla Parx & Ilya Salmanzadeh - nhạc sĩ sáng tác bài hát; Randy Merrill - kỹ sư thu hậu kỳ |
| 2021                                                |                                          | | |
| Folklore                                            | Taylor Swift                             | Joe Alwyn, Jack Antonoff, Aaron Dessner & Taylor Swift - nhà sản xuất; Jack Antonoff, Aaron Dessner, Şerban Ghenea, John Hanes, Jonathan Low & Laura Sisk - kỹ sư/người trộn âm; Aaron Dessner & Taylor Swift - nhạc sĩ sáng tác bài hát; Randy Merrill - kỹ sư thu hậu kỳ | |
| Black Pumas (Deluxe Edition)                        | Black Pumas                              | Jon Kaplan & Adrian Quesada - nhà sản xuất; Adrian Quesada, Jacob Sciba, Stuart Sikes & Erik Wofford - kỹ sư/người trộn âm; Eric Burton & Adrian Quesada - nhạc sĩ sáng tác bài hát; JJ Golden - kỹ sư thu hậu kỳ | |
| Chilombo                                            | Jhené Aiko                               | Fisticuffs & Julian-Quán Việt Lê - nhà sản xuất; Fisticuffs, Julian-Quán Việt Lê, Zeke Mishanec, Christian Plata & Gregg Rominiecki - kỹ sư/người trộn âm; Jhené Aiko Efuru Chilombo, Julian-Quán Việt Lê, Maclean Robinson & Brian Keith Warfield - nhạc sĩ sáng tác bài hát; Dave Kutch - kỹ sư thu hậu kỳ | |
| Djesse Vol. 3                                       | Jacob Collier                            | Jacob Collier - nhà sản xuất; Ben Bloomberg & Jacob Collier - kỹ sư/người trộn âm; Jacob Collier - nhạc sĩ sáng tác bài hát; Chris Allgood & Emily Lazar - kỹ sư thu hậu kỳ | |
| Everyday Life                                       | Coldplay                                 | Daniel Green, Bill Rahko & Rik Simpson - nhà sản xuất; Mark "Spike" Stent - kỹ sư/người trộn âm; Guy Berryman, Jonny Buckland, Will Champion & Chris Martin - nhạc sĩ sáng tác bài hát; Emily Lazar - kỹ sư thu hậu kỳ | |
| Future Nostalgia                                    | Dua Lipa                                 | Koz - nhà sản xuất; Josh Gudwin & Cameron Gower Poole - kỹ sư/người trộn âm; Clarence Coffee Jr. & Dua Lipa - nhạc sĩ sáng tác bài hát; Chris Gehringer - kỹ sư thu hậu kỳ | |
| Hollywood's Bleeding                                | Post Malone                              | Louis Bell & Frank Dukes - nhà sản xuất; Louis Bell & Manny Marroquin - kỹ sư/người trộn âm; Louis Bell, Adam Feeney, Austin Post & Billy Walsh - nhạc sĩ sáng tác bài hát; Mike Bozzi - kỹ sư thu hậu kỳ | |
| Women in Music Pt. III                              | Haim                                     | Rostam Batmanglij, Danielle Haim & Ariel Rechtshaid - nhà sản xuất; Rostam Batmanglij, Jasmine Chen, John DeBold, Matt DiMona, Tom Elmhirst, Joey Messina-Doerning & Ariel Rechtshaid - kỹ sư/người trộn âm; Rostam Batmanglij, Alana Haim, Danielle Haim, Este Haim & Ariel Rechtshaid - nhạc sĩ sáng tác bài hát; Emily Lazar - kỹ sư thu hậu kỳ | |
| 2022                                                |                                          | | |
| We Are                                              | Jon Batiste                              | Craig Adams, David Gauthier, Braedon Gautier, Brennon Gautier, Gospel Soul Children Choir, Hot 8 Brass Band, PJ Morton, Autumn Rowe, Zadie Smith, St. Augustine High School Marching 100 & Trombone Shorty - nghệ sĩ khách mời; Jon Batiste, Mikey Freedom Hart, King Garbage, Kizzo, Sunny Levine, Nate Mercereau, David Pimentel, Ricky Reed, Autumn Rowe, Jahaan Sweet & Nick Waterhouse - nhà sản xuất; Batiste, Russ Elevado, Mischa Kachkachishvili, Kizzo, Joseph Lorge, Manny Marroquin, Pimentel, Reed, Jaclyn Sanchez, Matt Vertere, Ken Oriole, Marc Whitmore & Alex Williams - kỹ sư/người trộn âm; Andrae Alexander, Troy Andrews, Batiste, Zach Cooper, Vic Dimotsis, Eric Frederic, Kizzo, Levine, Steve McEwan, Morton, Rowe & Mavis Staples - nhạc sĩ sáng tác bài hát; Emerson Mancini - kỹ sư thu hậu kỳ | |
| Back of My Mind                                     | H.E.R.                                   | Chris Brown, Cordae, DJ Khaled, Lil Baby, Thundercat, Bryson Tiller, Ty Dolla Sign, YG & Yung Bleu - nghệ sĩ khách mời; Tarik Azzouz, Bordeaux, Nelson Bridges, DJ Camper, Cardiak, Cardo, Chi Chi, Steven J. Collins, Ronald "Flip" Colson, Jeff "Gitty" Gitelman, Grades, H.E.R., Hit-Boy, Rodney "Darkchild" Jerkins, Walter Jones, Kaytranada, DJ Khaled, Mario Luciano, Mike Will Made-It, NonNative, Nova Wav, Scribz Riley, Jeff Robinson, Streetrunner, Hue Strother, Asa Taccone, Thundercat, Thurdi & Wu10 - nhà sản xuất; Rafael Fai Bautista, Luis Bordeaux, Dee Brown, Anthony Cruz, Ayanna Depas, Morning Estrada, Chris Galland, H.E.R., Jaycen Joshua, Kaytranada, Derek Keota, Omar Loya, Manny Marroquin, Tim McClain, Juan "AyoJuan" Peña, Micah Petit, Patrizio Pigliapoco, Alex Pyle, Jaclyn Sanchez, Miki Tsutsumi & Tito "Earcandy" Vasquez - kỹ sư/người trộn âm; Denisia "Blu June" Andrews, Nasri Atweh, Tarik Azzouz, Stacy Barthe, Jeremy Biddle, Nelson "Keyz" Bridges, Chris Brown, Stephen Bruner, Darhyl Camper Jr., Luis Campozano, Louis Kevin Celestin, Anthony Clemons Jr., Steven J. Collins, Ronald "Flip" Colson, Brittany "Chi" Coney, Elijah Dias, Cordae Dunston, Jeff Gitelman, Tyrone Griffin Jr., Priscilla "Priscilla Renea" Hamilton, H.E.R., Charles A. Hinshaw, Chauncey Hollis, Latisha Twana Hyman, Keenon Daequan Ray Jackson, Rodney Jerkins, Dominique Jones, Khaled Khaled, Ron Latour, Gamal "Lunchmoney" Lewis, Mario Luciano, Carl McCormick, Leon McQuay III, Julia Michaels, Maxx Moore, Vurdell "V. Script" Muller, Chidi Osondu, Karriem Riggins, Mike "Scribz" Riley, Seandrea Sledge, Hue Strother, Asa Taccone, Tiara Thomas, Bryson Tiller, Daniel James Traynor, Brendan Walsh, Nicholas Warwar, Jabrile Hashim Williams, Michael L. Williams II, Robert Williams & Kelvin Wooten - nhạc sĩ sáng tác bài hát; Dave Kutch & Colin Leonard - kỹ sư thu hậu kỳ | |
| Donda                                               | Kanye West                               | Baby Keem, Chris Brown, Conway the Machine, DaBaby, Jay Electronica, Fivio Foreign, Westside Gunn, Jay-Z, Syleena Johnson, Kid Cudi, Lil Baby, Lil Durk, Lil Yachty, The LOX, Marilyn Manson, Playboi Carti, Pop Smoke, Roddy Ricch, Rooga, Travis Scott, Shenseea, Swizz Beatz, Young Thug, Don Toliver, Ty Dolla Sign, Vory & the Weeknd - nghệ sĩ khách mời; Allday, Audi, AyoAA, Roark Bailey, Louis Bell, Jeff Bhasker, Boi-1da, BoogzDaBeast, Warryn Campbell, Cubeatz, David & Eli, Mike Dean, Dem Jointz, Digital Nas, DJ Khalil, DrtWrk, 88-Keys, E*vax, FnZ, Gesaffelstein, Nikki Grier, Cory Henry, Ronny J, DJ Khalil, Wallis Lane, Digital Nas, Nascent, Ojivolta, Shuko, Sloane, Sean Solymar, Sucuki, Arron "Arrow" Sunday, Swizz Beatz, Zen Tachi, 30 Roc, Bastian Völkel, Mia Wallis, Kanye West, Wheezy & Jason White - nhà sản xuất; Josh Berg, Todd Bergman, Rashade Benani Bevel Sr., Will Chason, Dem Jointz, Irko, Jess Jackson, Nagaris Johnson, Shin Kamiyama, Gimel "Young Guru" Keaton, James Kelso, Scott McDowell, Kalam Ali Muttalib, Jonathan Pfarr, Jonathan Pfzar, Drrique Rendeer, Alejandro Rodriguez-Dawson, Mikalai Skrobat, Devon Wilson & Lorenzo Wolff - kỹ sư/người trộn âm; Dwayne Abernathy Jr., Elpadaro F. Electronica Allah, Aswad Asif, Roark Bailey, Durk Banks, Sam Barsh, Christoph Bauss, Louis Bell, Jeff Bhasker, Isaac De Boni, Christopher Brown, Jahshua Brown, Tahrence Brown, Aaron Butts, Warryn Campbell, Hykeem Carter Jr., Jordan Terrell Carter, Shawn Carter, Denzel Charles, Raul Cubina, Isaac De Boni, Kasseem Dean, Michael Dean, Tim Friedrich, Wesley Glass, Samuel Gloade, Kevin Gomringer, Tim Gomringer, Tyrone Griffin Jr., Jahmal Gwin, Cory Henry, Tavoris Javon Hollins Jr., Larry Hoover Jr., Bashar Jackson, Sean Jacob, Nima Jahanbin, Paimon Jahanbin, Syleena Johnson, Dominique Armani Jones, Eli Klughammer, Chinsea Lee, Mike Lévy, Evan Mast, Mark Mbogo, Miles McCollum, Josh Mease, Scott Medcudi, Brian Miller, Rodrick Wayne Moore Jr., Michael Mulé, Mark Myrie, Charles M. Njapa, Nasir Pemberton, Carlos St. John Phillips, Jason Phillips, Khalil Abdul Rahman, Laraya Ashlee Robinson, Christopher Ruelas, David Ruoff, Maxie Lee Ryles III, Matthew Samuels, Daniel Seeff, Eric Sloan Jr., Sean Solymar, Ronald O’Neill Spence Jr., David Styles, Michael Suski, Aqeel Tate, Abel Makkonen Tesfaye, Caleb Zackery Toliver, Bastian Völkel, Brian Hugh Warner, Jacques Webster II, Kanye West, Orlando Wilder, Jeffery Williams & Mark Williams - nhạc sĩ sáng tác bài hát; Irko - kỹ sư thu hậu kỳ | |
| Evermore                                            | Taylor Swift                             | Bon Iver, Haim & The National - nghệ sĩ khách mời; Jack Antonoff, Aaron Dessner, Bryce Dessner & Taylor Swift - nhà sản xuất; Thomas Bartlett, JT Bates, Robin Baynton, Stuart Bogie, Gabriel Cabezas, CJ Camerieri, Aaron Dessner, Bryce Dessner, Scott Devendorf, Matt DiMona, Jon Gautier, Trevor Hagen, Mikey Freedom Hart, Sean Hutchinson, Josh Kaufman, Benjamin Lanz, Nick Lloyd, Jonathan Low, James McAlister, Dave Nelson, Sean O'Brien, Ryan Olson, Ariel Rechtshaid, Kyle Resnick, Laura Sisk, Evan Smith, Alex Sopp & Justin Vernon - kỹ sư/người trộn âm; Jack Antonoff, William Bowery, Aaron Dessner, Bryce Dessner, Taylor Swift & Justin Vernon - nhạc sĩ sáng tác bài hát; Greg Calbi & Steve Fallone - kỹ sư thu hậu kỳ | |
| Happier Than Ever                                   | Billie Eilish                            | Finneas - nhà sản xuất; Billie Eilish, Finneas & Rob Kinelski - kỹ sư/người trộn âm; Eilish & Finneas - nhạc sĩ sáng tác bài hát; John Greenham & Dave Kutch - kỹ sư thu hậu kỳ | |
| Justice (Triple Chucks Deluxe)                      | Justin Bieber                            | Beam, Benny Blanco, Burna Boy, Daniel Caesar, Chance The Rapper, DaBaby, Dominic Fike, Giveon, Jaden, Tori Kelly, Khalid, The Kid Laroi, Lil Uzi Vert & Quavo - nghệ sĩ khách mời; Amy Allen, Louis Bell, Jon Bellion, Bieber, Blanco, BMW Kenny, Capi, Dreamlab, DVLP, Jason Evigan, Finneas, The Futuristics, German, Josh Gudwin, Jimmie Gutch, Harv, Marvin "Tony" Hemmings, Ilya, Rodney "Darkchild" Jerkins, Stefan Johnson, KCdaproducer, Denis Kosiak, The Monsters & Strangerz, Jorgen Odegard, Michael Pollack, Poo Bear, Shndo, Skrillex, Jake Torrey, Trackz, Andrew Watt & Ido Zmishlany - nhà sản xuất; Cory Bice, Blanco, Kevin "Capi" Carbo, Edwin Diaz, DJ Durel, Dreamlab, Finneas, Josh Gudwin, Sam Holland, Daniel James, Antonio Kearney, Denis Kosiak, Paul LaMalfa, Jeremy Lertola, Devin Nakao, Chris "Tek" O'Ryan, Andres Osorio, Micah Pettit & Benjamin Thomas - kỹ sư/người trộn âm; Allen, Delacey (Brittany Amaradio), Bell, Jonathan Bellion, Chancelor Johnathon Bennett, Bieber, David Bowden, Jason Boyd, Scott Braun, Tommy Lee Brown, Valentin Brunn, Kevin Carbo, Kenneth Coby, Kevin Coby, Raul Cubina, Jordan Douglas, Giveon Dezmann Evans, Jason Evigan, Dominic David Fike, Kameron Glasper, Jacob Greenspan, Josh Gudwin, James Gutch, Scott Harris, Bernard Harvey, Leah Haywood, Gregory Aldae Hein, Marvin Hemmings, Jeffrey Howard, Alexander Izquierdo, Daniel James, Jace Logan Jennings, Rodney Jerkins, Jordan K. Johnson, Stefan Johnson, Anthony M. Jones, Antonio Kearney, Charlton Kenneth, Joe Khajadourian, Felisha "Fury" King, Jonathan Lyndale Kirk, Matthew Sean Leon, Benjamin Levin, Marcus Lomax, Quavious Keyate Marshall, Luis Manuel Martinez Jr., Sonny Moore, Finneas O’Connell, Jorgen Odegard, Damini Ebunoluwa Ogulu, Tayla Parx, Oliver Peterhof, Whitney Phillips, Michael Pollack, Khalid Donnel Robinson, Ilya Salmanzadeh, Alex Schwartz, Tia Scola, Aaron Simmonds, Ashton Simmonds, Gian Stone, Ali Tamposi, Ryan Tedder, Tyshane Thompson, Jake Torrey, Billy Walsh, Freddy Wexler, Symere Woods, Andrew Wotman, Rami Yacoub, Keavan Yazdani, Bigram Zayas & Ido Zmishlany - nhạc sĩ sáng tác bài hát; Colin Leonard - kỹ sư thu hậu kỳ | |
| Love for Sale                                       | Tony Bennett & Lady Gaga                 | Dae Bennett - nhà sản xuất; Bennett, Josh Coleman & Billy Cumella - kỹ sư/người trộn âm; Greg Calbi & Steve Fallone - kỹ sư thu hậu kỳ | |
| Montero                                             | Lil Nas X                                | Miley Cyrus, Doja Cat, Jack Harlow, Elton John & Megan Thee Stallion - nghệ sĩ khách mời; Take a Daytrip, John Cunningham, Omer Fedi, Kuk Harrell, Jasper Harris, KBeaZy, Carter Lang, Nick Lee, Roy Lenzo, Tom Levesque, Jasper Sheff, Blake Slatkin, Drew Sliger, Take A Daytrip, Ryan Tedder & Kanye West - nhà sản xuất; Denzel Baptiste, David Biral, Jon Castelli, John Cunningham, Jelli Dorman, Tom Elmhirst, Şerban Ghenea, Kuk Harrell, Roy Lenzo, Manny Marroquin, Nickie Jon Pabon, Patrizio 'Teezio' Pigliapoco, Blake Slatkin, Drew Sliger, Ryan Tedder & Joe Visciano - kỹ sư/người trộn âm; Keegan Bach, Denzel Baptiste, David Biral, John Cunningham, Miley Cyrus, Amala Zandile Dlamini, Omer Fedi, Vincent Goodyer, Jack Harlow, Jasper Harris, Montero Hill, Isley Juber, Carter Lang, Nick Lee, Roy Lenzo, Thomas James Levesque, Andrew Luce, Michael Olmo, Jasper Sheff, Blake Slatkin, Ryan Tedder, William K. Ward & Kanye West - nhạc sĩ sáng tác bài hát; Chris Gehringer, Eric Lagg & Randy Merrill - kỹ sư thu hậu kỳ | |
| Planet Her (Deluxe)                                 | Doja Cat                                 | Eve, Ariana Grande, Gunna, JID, SZA, The Weeknd & Young Thug - nghệ sĩ khách mời; Aaron Bow, Rogét Chahayed, Crate Classics, Digi, Dr. Luke, Fallen, Mayer Hawthorne, Mike Hector, Linden Jay, Aynzli Jones, Kurtis McKenzie, Jason Quenneville, Reef, Khaled Rohaim, Al Shux, Sully, tizhimself, Yeti Beats & Y2K - nhà sản xuất; Rob Bisel, Jesse Ray Ernster, Şerban Ghenea, Clint Gibbs, Rian Lewis, NealHPogue, Tyler Sheppard, Kalani Thompson, Joe Visciano & Jeff Ellis Worldwide - kỹ sư/người trộn âm; Ilana Armida, Aaron Bow, Rogét Chahayed, Jamil Chammas, Sheldon Yu-Ting Cheung, Antwoine Collins, Amala Zandile Dlamini, Lukasz Gottwald, Ariana Grande, Mayer Hawthorne, Mike Hector, Aaron Horn, Taneisha Damielle Jackson, Linden Jay, Eve Jihan Jeffers, Aynzli Jones, Sergio Kitchens, Carter Lang, Siddharth Mallick, Maciej Margol-Gromada, Kurtis McKenzie, Jidenna Mobisson, Gerard A. Powell II, Geordan Reid-Campbell, Khaled Rohaim, Destin Route, Solána Rowe, Laura Roy, Al Shuckburgh, David Sprecher, Ari Starace, Lee Stashenko, Abel Tesfaye, Rob Tewlow & Jeffery Lamar Williams - nhạc sĩ sáng tác bài hát; Dale Becker & Mike Bozzi - kỹ sư thu hậu kỳ | |
| Sour                                                | Olivia Rodrigo                           | Alexander 23, Daniel Nigro & Olivia Rodrigo - nhà sản xuất; Ryan Linvill, Mitch McCarthy & Daniel Nigro - kỹ sư/người trộn âm; Daniel Nigro, Olivia Rodrigo & Casey Smith - nhạc sĩ sáng tác bài hát; Randy Merrill - kỹ sư thu hậu kỳ | |
| 2023                                                |                                          | | |
| Harry's House                                       | Harry Styles                             | Tyler Johnson, Kid Harpoon & Sammy Witte - nhà sản xuất; Jeremy Hatcher, Oli Jacobs, Nick Lobel, Spike Stent & Sammy Witte - kỹ sư/người trộn âm; Amy Allen, Tobias Jesso Jr., Tyler Johnson, Kid Harpoon, Mitch Rowland, Harry Styles & Sammy Witte - nhạc sĩ sáng tác bài hát; Randy Merrill - kỹ sư thu hậu kỳ | |
| 30                                                  | Adele                                    | Shawn Everett, Ludwig Göransson, Inflo, Tobias Jesso, Jr., Greg Kurstin, Max Martin, Joey Pecoraro & Shellback - nhà sản xuất; Julian Burg, Steve Churchyard, Tom Elmhirst, Shawn Everett, Şerban Ghenea, John Hanes, Sam Holland, Michael Ilbert, Inflo, Greg Kurstin, Riley Mackin & Lasse Mårtén - kỹ sư/người trộn âm; Adele Adkins, Ludwig Göransson, Dean Josiah Cover, Tobias Jesso, Jr., Greg Kurstin, Max Martin & Shellback - nhạc sĩ sáng tác bài hát; Randy Merrill - kỹ sư thu hậu kỳ | |
| Good Morning Gorgeous (Deluxe)                      | Mary J. Blige                            | DJ Khaled, Dave East, Fabolous, Fivio Foreign, Griselda, H.E.R., Jadakiss, Moneybagg Yo, Ne-Yo, Anderson .Paak, Remy Ma & Usher - nghệ sĩ khách mời; Alissia, Tarik Azzouz, Bengineer, Blacka Din Me, Rogét Chahayed, Cool & Dre, Ben Billions, DJ Cassidy, DJ Khaled, D'Mile, Wonda, BongoBytheway, H.E.R., Hostile Beats, Eric Hudson, London on da Track, Leon Michels, Nova Wav, Anderson.Paak, Sl!Mwav, Streetrunner, Swizz Beatz & J. White Did It - nhà sản xuất; Derek Ali, Ben Chang, Luis Bordeaux, Bryce Bordone, Lauren D'Elia, Chris Galland, Şerban Ghenea, Akeel Henry, Jaycen Joshua, Pat Kelly, Jhair Lazo, Shamele Mackie, Manny Marroquin, Dave Medrano, Ari Morris, Parks, Juan Peña, Ben Sedano, Kev Spencer, Julio Ulloa & Jodie Grayson Williams - kỹ sư/người trộn âm; Alissia Beneviste, Denisia "Blu June" Andrews, Archer, Bianca Atterberry, Tarik Azzouz, Mary J. Blige, David Brewster, David Brown, Shawn Butler, Rogét Chahayed, Ant Clemons, Brittany "Chi" Coney, Kasseem Dean, Benjamin Diehl, DJ Cassidy, Jocelyn Donald, Jerry Duplessis, Uforo Ebong, Dernst Emile II, John Jackson, Gabriella Wilson, Shawn Hibbler, Charles A. Hinshaw, Jamie Hurton, Eric Hudson, Jason Phillips, Khaled Khaled, London Holmes, Andre "Dre" Christopher Lyon, Reminisce Mackie, Leon Michels, Jerome Monroe, Jr., Kim Owens, Brandon Anderson, Jeremie "Benny The Butcher" Pennick, Demond "Conway The Machine" Price, Peter Skellern, Shaffer Smith, Nicholas Warwar, Deforrest Taylor, Tiara Thomas, Marcello "Cool" Valenzano, Alvin "Westside Gunn" Worthy, Anthony Jermaine White & Leon Youngblood - nhạc sĩ sáng tác bài hát | |
| In These Silent Days                                | Brandi Carlile                           | Lucius - nghệ sĩ khách mời; Dave Cobb & Shooter Jennings - nhà sản xuất; Brandon Bell, Dave Cobb, Tom Elmhirst, Michael Harris & Shooter Jennings - kỹ sư/người trộn âm; Brandi Carlile, Dave Cobb, Phil Hanseroth & Tim Hanseroth - nhạc sĩ sáng tác bài hát; Pete Lyman - kỹ sư thu hậu kỳ | |
| Mr. Morale & the Big Steppers                       | Kendrick Lamar                           | Baby Keem, Blxst, Sam Dew, Ghostface Killah, Beth Gibbons, Kodak Black, Tanna Leone, Taylour Paige, Amanda Reifer, Sampha & Summer Walker - nghệ sĩ khách mời; The Alchemist, Baby Keem, Craig Balmoris, Beach Noise, Bekon, Boi-1da, Cardo, Dahi, DJ Khalil, FnZ, Frano, Sergiu Gherman, Emile Haynie, Johnny Juliano, J.LBS, Mario Luciano, OKLAMA, Timothy Maxie, Rascal, Sounwave, Jahaan Sweet, Tae Beast, Duval Timothy & Pharrell Williams - nhà sản xuất; Derek Ali, Matt Anthony, Beach Noise, Rob Bisel, David Bishop, Troy Bourgeois, Andrew Boyd, Ray Charles Brown Jr., Derek Garcia, Chad Gordon, James Hunt, Johnny Kosich, Mike Larson, Manny Marroquin, Erwing Olivares, Tyler Reese, Raymond J Scavo III, Matt Schaeffer, Cyrus Taghipour, Johnathan Turner & Joe Visciano - kỹ sư/người trộn âm; Khalil Abdul-Rahman, Hykeem Carter, Craig Balmoris, Beach Noise, Daniel Tannenbaum, Daniel Tannenbaum, Stephen Lee Bruner, Matthew Burdette, Isaac John De Boni, Sam Dew, Anthony Dixson, Victor Ekpo, Sergiu Gherman, Dennis Coles, Beth Gibbons, Frano Huett, Stuart Johnson, John Julian, Bill K. Kapri, Jake Kosich, Johnny Kosich, Daniel Krieger, Kendrick Lamar, Ronald LaTour, Mario Luciano, Daniel Alan Maman, Timothy Maxie, Danny McKinney, Michael John Mulé, D. Natche, OKLAMA, Jason Pounds, Rascal, Tyler Reese, Amanda Reifer, Ely Rise, Matthew Samuels, Avante Santana, Matt Schaeffer, Sampha Sisay, Mark Spears, Homer Steinweiss, Jahaan Akil Sweet, Donte Lamar Perkins, Duval Timothy, Summer Walker & Pharrell Williams - nhạc sĩ sáng tác bài hát; Emerson Mancini - kỹ sư thu hậu kỳ | |
| Music of the Spheres                                | Coldplay                                 | BTS, Jacob Collier, Selena Gomez & We Are KING - nghệ sĩ khách mời; Jacob Collier, Daniel Green, Oscar Holter, Jon Hopkins, Max Martin, Metro Boomin, Kang Hyo-Won, Bill Rahko, Bart Schoudel, Rik Simpson, Paris Strother & We Are KING - nhà sản xuất; Guy Berryman, Jonny Buckland, Will Champion, Jacob Collier, The Dream Team, Duncan Fuller, Şerban Ghenea, Daniel Green, John Hanes, Jon Hopkins, Michael Ilbert, Max Martin, Bill Rahko, Bart Schoudel, Rik Simpson & Paris Strother - kỹ sư/người trộn âm; Guy Berryman, Jonny Buckland, Denise Carite, Will Champion, Jacob Collier, Derek Dixie, Sam Falson, Stephen Fry, Daniel Green, Oscar Holter, Jon Hopkins, Jung Ho-Seok, Chris Martin, Max Martin, John Metcalfe, Leland Tyler Wayne, Bill Rahko, Kim Nam-Joon, Jesse Rogg, Davide Rossi, Rik Simpson, Amber Strother, Paris Strother, Min Yoon-Gi, Federico Vindver & Olivia Waithe - nhạc sĩ sáng tác bài hát; Randy Merrill - kỹ sư thu hậu kỳ | |
| Renaissance                                         | Beyoncé                                  | Beam, Grace Jones & Tems - nghệ sĩ khách mời; Jameil Aossey, Bah, Beam, Beyoncé, BloodPop, Boi-1da, Cadenza, Al Cres, Mike Dean, Honey Dijon, Kelman Duran, Harry Edwards, Terius "The-Dream" Gesteelde-Diamant, Ivor Guest, GuiltyBeatz, Hit-Boy, Jens Christian Isaksen, Leven Kali, Lil Ju, MeLo-X, No I.D., Nova Wav, Chris Penny, P2J, Rissi, S1a0, Raphael Saadiq, Neenyo, Skrillex, Luke Solomon, Christopher "Tricky" Stewart, Jahaan Sweet, Syd, Sevn Thomas, Sol Was & Stuart White - nhà sản xuất; Chi Coney, Russell Graham, Guiltybeatz, Brandon Harding, Hotae Alexander Jang, Matheus Braz, Chris McLaughlin, Delroy "Phatta" Pottinger, Andrea Roberts, Steve Rusch, Jabbar Stevens & Stuart White - kỹ sư/người trộn âm; Denisia "@Blu June" Andrews, Danielle Balbuena, Tyshane Thompson, Kevin Marquis Bellmon, Sydney Bennett, Beyoncé, Michael Tucker, Atia Boggs p/k/a Ink, Dustin Bowie, David Debrandon Brown, S. Carter, Nija Charles, Sabrina Claudio, Solomon Fagenson Cole, Brittany "@Chi_Coney" Coney, Alexander Guy Cook, Levar Coppin, Almando Cresso, Mike Dean, Saliou Diagne, Darius Dixson, Jocelyn Donald, Jordan Douglas, Aubrey Drake Graham, Kelman Duran, Terius "The-Dream" Gesteelde-Diamant, Dave Giles II, Derrick Carrington Gray, Nick Green, Larry Griffin Jr, Ronald Banful, Dave Hamelin, Aviel Calev Hirschfield, Chauncey Hollis, Jr., Ariowa Irosogie, Leven Kali, Ricky Lawson, Tizita Makuria, Julian Martrel Mason, Daniel Memmi, Cherdericka Nichols, Ernest "No I.D." Wilson, Temilade Openiyi, Patrick Paige II, Christopher Lawrence Penny, Michael Pollack, Richard Isong, Honey Redmond, Derek Renfroe, Morten Ristorp, Nile Rodgers, Oliver Rodigan, Raphael Saadiq, Matthew Samuels, Sean Seaton, Skrillex, Corece Smith, Luke Francis Matthew Solomon, Jabbar Stevens, Christopher A. Stewart, Jahaan Sweet, Rupert Thomas, Jr. & Jesse Wilson - nhạc sĩ sáng tác bài hát; Colin Leonard - kỹ sư thu hậu kỳ | |
| Special                                             | Lizzo                                    | Benny Blanco, Quelle Chris, Daoud, Omer Fedi, ILYA, Kid Harpoon, Ian Kirkpatrick, Max Martin, Nate Mercereau, The Monsters & Strangerz, Phoelix, Ricky Reed, Mark Ronson, Blake Slatkin & Pop Wansel - nhà sản xuất; Benny Blanco, Bryce Bordone, Jeff Chestek, Jacob Ferguson, Şerban Ghenea, Jeremy Hatcher, Andrew Hey, Sam Holland, ILYA, Stefan Johnson, Jens Jungkurth, Patrick Kehrier, Ian Kirkpatrick, Damien Lewis, Bill Malina, Manny Marroquin & Ricky Reed - kỹ sư/người trộn âm; Amy Allen, Daoud Anthony, Jonathan Bellion, Benjamin Levin, Thomas Brenneck, Christian Devivo, Omer Fedi, Eric Frederic, Ilya Salmanzadeh, Melissa Jefferson, Jordan K Johnson, Stefan Johnson, Kid Harpoon, Ian Kirkpatrick, Savan Kotecha, Max Martin, Nate Mercereau, Leon Michels, Nick Movshon, Michael Neil, Michael Pollack, Mark Ronson, Blake Slatkin, Peter Svensson, Gavin Chris Tennille, Theron Makiel Thomas, Andrew Wansel & Emily Warren - nhạc sĩ sáng tác bài hát; Emerson Mancini - kỹ sư thu hậu kỳ | |
| Un Verano Sin Ti                                    | Bad Bunny                                | Rauw Alejandro, Buscabulla, Chencho Corleone, Jhay Cortez, Tony Dize, Bomba Estéreo & The Marías - nghệ sĩ khách mời; BYRD, De La Cruz, Demy & Clipz, Elikai, Hassi, HAZE, Albert Hype, La Paciencia, Cheo Legendary, Richie Lopez, MAG, MagicEnElBeat, Masis, MICK, Jesus Alberto Molina, Mora, Jota Rosa, SCOTT, Subelo Neo, Tainy & ZULIA - nhà sản xuất; Josh Gudwin & Roberto Rosado - kỹ sư/người trộn âm; Raul Alejandro Ocasio Ruiz, Kamil Assad, Benito Antonio Martinez Ocasio, Julian Quiles Betancourt, Leutrim Bequiri, Raquel Berrios, Abner Jose Cordero Boria, Marco Daniel Borrero, Joaquin Calderon Bravo, Harry Alexis Ramos Cabrera, Joshua Conway, Martin Coogan, Kaled Elikai Cordova, Orlando Javier Valle Vega, Jesus Nieves Cortes, Jose Cruz, Misael De La Cruz, Luis Del Valle, Scott Dittrich, Etienne Gagnon, Jason Garcia, Juan Diego Linares Gonzalez, Nicolas Jara, Ritchie Lopez, Steve Martinez-Funes, Marcos Masis, Michael Masis, Adrian McKinnon, Alberto Carlos Melendez, Jesus Alberto Molina, Freddy Montalvo, Gabriel Mora, Hector Pagan, Darwin Cordale Quinn, Tony Felician Rivera, Jose Raphael Arce Rodriguez, Joel Hernandez Rodriguez, Egbert Rosa, Roberto Rosado, Joselly Rosario, Elena Rose, Liliana Margarita Saumet & Maria Zardoya - nhạc sĩ sáng tác bài hát; Colin Leonard - kỹ sư thu hậu kỳ | |
| Voyage                                              | ABBA                                     | Benny Andersson - nhà sản xuất; Benny Andersson & Bernard Löhr - kỹ sư/người trộn âm; Benny Andersson & Björn Ulvaeus - nhạc sĩ sáng tác bài hát; Björn Engelmann - kỹ sư thu hậu kỳ | |
| 2024                                                |                                          | | |
| Midnights                                           | Taylor Swift                             | Jack Antonoff & Taylor Swift - nhà sản xuất; Jack Antonoff, Zem Audu, Serban Ghenea, David Hart, Mikey Freedom Hart, Sean Hutchinson, Ken Lewis, Michael Riddleberger, Laura Sisk & Evan Smith - kỹ sư/người trộn âm; Jack Antonoff & Taylor Swift - nhạc sĩ sáng tác bài hát; Randy Merrill - kỹ sư thu hậu kỳ | |
| The Age of Pleasure                                 | Janelle Monáe                            | Sensei Bueno, Nate "Rocket" Wonder & Nana Kwabena - nhà sản xuất; Mick Guzauski, Nate "Rocket" Wonder, Jayda Love, Janelle Monáe & Yáng Tan - kỹ sư/người trộn âm; Jarrett Goodly, Nathaniel Irvin III, Janelle Monáe Robinson & Nana Kwabena Tuffuor - nhạc sĩ sáng tác bài hát; Dave Kutch - kỹ sư thu hậu kỳ | |
| Did You Know That There's a Tunnel Under Ocean Blvd | Lana Del Rey                             | Jack Antonoff, Zach Dawes, Lana Del Rey & Drew Erickson - nhà sản xuất; Jack Antonoff, Michael Harris, Dean Reid & Laura Sisk - kỹ sư/người trộn âm; Jack Antonoff, Lana Del Rey & Mike Hermosa - nhạc sĩ sáng tác bài hát; Ruairi O'Flaherty - kỹ sư thu hậu kỳ | |
| Endless Summer Vacation                             | Miley Cyrus                              | Kid Harpoon, Tyler Johnson & Mike Will Made-It - nhà sản xuất; Pièce Eatah, Craig Frank, Paul David Hager, Stacy Jones, Brian Rajaratnam & Mark "Spike" Stent - kỹ sư/người trộn âm; Miley Cyrus, Gregory Aldae Hein, Thomas Hull, Tyler Johnson, Michael Len Williams II & Michael Pollack - nhạc sĩ sáng tác bài hát; Joe LaPorta - kỹ sư thu hậu kỳ | |
| Guts                                                | Olivia Rodrigo                           | Dan Nigro - nhà sản xuất; Serban Ghenea, Sterling Laws, Mitch McCarthy, Dan Nigro, Dave Schiffman, Mark "Spike" Stent, Sam Stewart & Dan Viafore - kỹ sư/người trộn âm; Dan Nigro & Olivia Rodrigo - nhạc sĩ sáng tác bài hát; Randy Merrill - kỹ sư thu hậu kỳ | |
| The Record                                          | Boygenius                                | boygenius & Catherine Marks - nhà sản xuất; Owen Lantz, Will Maclellan, Catherine Marks, Mike Mogis, Bobby Mota, Kaushlesh "Garry" Purohit & Sarah Tudzin - kỹ sư/người trộn âm; Julien Baker, Phoebe Bridgers & Lucy Dacus - nhạc sĩ sáng tác bài hát; Pat Sullivan - kỹ sư thu hậu kỳ | |
| SOS                                                 | SZA                                      | Rob Bisel, ThankGod4Cody & Carter Lang - nhà sản xuất; Rob Bisel - kỹ sư/người trộn âm; Rob Bisel, Cody Fayne, Carter Lang & Solána Rowe - nhạc sĩ sáng tác bài hát; Dale Becker - kỹ sư thu hậu kỳ | |
| World Music Radio                                   | Jon Batiste                              | Jon Batiste, Jon Bellion, Nick Cooper, Pete Nappi & Tenroc - nhà sản xuất; Jon Batiste, Pete Nappi, Kaleb Rollins, Laura Sisk & Marc Whitmore - kỹ sư/người trộn âm; Jon Batiste, Jon Bellion, Jason Cornet & Pete Nappi - nhạc sĩ sáng tác bài hát; Chris Gehringer - kỹ sư thu hậu kỳ | |
| 2025                                                |                                          | | |
| Cowboy Carter                                       | Beyoncé                                  | Beyoncé, Terius “The-Dream” Gesteelde-Diamant & Dave Hamelin - nhà sản xuất; Matheus Braz, Brandon Harding, Hotae Alexander Jang, Dani Pampuri & Stuart White - kỹ sư/người trộn âm; Ryan Beatty, Beyoncé, Camaron Ochs, Terius “The-Dream” Gesteelde-Diamant, Dave Hamelin, Shawn Carter & Raphael Saadiq - nhạc sĩ sáng tác bài hát; Colin Leonard - kỹ sư thu hậu kỳ | |
| Brat                                                | Charli XCX                               | Charli XCX, Cirkut & A. G. Cook - nhà sản xuất; A. G. Cook, Tom Norris & Geoff Swan - kỹ sư/người trộn âm; Charlotte Aitchison, Henry Walter, Alexander Guy Cook, Finn Keane & Jonathan Christopher Shave - nhạc sĩ sáng tác bài hát; Idania Valencia - kỹ sư thu hậu kỳ | |
| Djesse Vol. 4                                       | Jacob Collier                            | Jacob Collier - nhà sản xuất; Ben Bloomberg, Jacob Collier & Paul Pouwer - kỹ sư/người trộn âm; Jacob Collier - nhạc sĩ sáng tác bài hát; Chris Allgood & Emily Lazar - kỹ sư thu hậu kỳ | |
| Hit Me Hard and Soft                                | Billie Eilish                            | Billie Eilish & Finneas - nhà sản xuất; Thom Beemer, Jon Castelli, Billie Eilish, Finneas, Aron Forbes, Brad Lauchert & Chaz Sexton - kỹ sư/người trộn âm; Billie Eilish O’Connell & Finneas O'Connell - nhạc sĩ sáng tác bài hát; Dale Becker - kỹ sư thu hậu kỳ | |
| New Blue Sun                                        | André 3000                               | André 3000 & Carlos Niño - nhà sản xuất; André 3000, Carlos Niño & Ken Oriole - kỹ sư/người trộn âm; André 3000, Surya Botofasina, Nate Mercereau & Carlos Niño - nhạc sĩ sáng tác bài hát; Andy Kravitz - kỹ sư thu hậu kỳ | |
| The Rise and Fall of a Midwest Princess             | Chappell Roan                            | Daniel Nigro - nhà sản xuất; Mitch McCarthy & Daniel Nigro - kỹ sư/người trộn âm; Daniel Nigro & Kayleigh Rose Amstutz - nhạc sĩ sáng tác bài hát; Randy Merrill - kỹ sư thu hậu kỳ | |
| Short n' Sweet                                      | Sabrina Carpenter                        | Jack Antonoff, Julian Bunetta, Ian Kirkpatrick & John Ryan - nhà sản xuất; Bryce Bordone, Julian Bunetta, Serban Ghenea, Jeff Gunnell, Oli Jacobs, Manny Marroquin, John Ryan & Laura Sisk - kỹ sư/người trộn âm; Amy Allen, Jack Antonoff, Julian Bunetta, Sabrina Carpenter, Ian Kirkpatrick, Julia Michaels & John Ryan - nhạc sĩ sáng tác bài hát; Nathan Dantzler & Ruairi O’Flaherty - kỹ sư thu hậu kỳ | |
| The Tortured Poets Department                       | Taylor Swift                             | Jack Antonoff, Aaron Dessner & Taylor Swift - nhà sản xuất; Zem Audu, Bella Blasko, Bryce Bordone, Serban Ghenea, David Hart, Mikey Freedom Hart, Sean Hutchinson, Oli Jacobs, Jonathan Low, Michael Riddleberger, Christopher Rowe, Laura Sisk & Evan Smith - kỹ sư/người trộn âm; Jack Antonoff, Aaron Dessner & Taylor Swift - nhạc sĩ sáng tác bài hát; Randy Merrill - kỹ sư thu hậu kỳ | |

Ghi chú
1. 1 2 3 4 5 6 7 8  Từng năm được liên kết với bài viết về lễ trao giải Grammy tổ chức năm ấy.
2. ↑  Chỉ Houston và các nhà sản xuất các bài hát của cô mới nhận được giải thưởng này.[14] Không một nghệ sĩ nào khác xuất hiện trong sountrack The Bodyguard (Kenny G, Aaron Neville, Lisa Stansfield, The S.O.U.L. S.Y.S.T.E.M., Curtis Stigers, Joe Cocker, Sass Jordan và dàn khí nhạc không đề tên biểu diễn (bài nhạc hiệu của Alan Silvestri) có trong giải, hoặc nhà sản xuất các bài của những nghệ sĩ này (thay vì để những người khác cũng sản xuất các bài của Houston).
3. ↑  Những nghệ sĩ khác xuất hiện trong soundtrack (James Carter and the Prisoners, Harry McClintock & The Stanley Brothers) không nằm trong bản thu âm đã có từ lâu trước soundtrack; những thành viên duy nhất của các nghệ sĩ này lúc ấy là James Carter ("Tù nhân" từ bản thu Alan Lomax) và Ralph Stanley (được đề tên riêng cho phần thu âm bài "O Death" được sáng tác cho soundtrack). Soggy Bottom Boys không được đề tên thành một nhóm, nhưng Dan Tyminski (giọng hát của George Clooney trong phim) được đề tên là thành viên của Liên Hợp Quốc (LHQ), trong khi hai thành viên kia (Harley Allen & Pat Enright) được đề tên riêng. Chris Sharp, Mike Compton, Sam Bush & Stuart Duncan không được liệt làm nghệ sĩ chính hay khách mời trong bất kỳ bài nào, song họ được đưa vào phần đề tên nhạc khí trong album.[14]

### Chung
- "Past Winners Search". Viện hàn lâm Khoa học và Nghệ thuật Thu âm Quốc gia. Lưu trữ bản gốc ngày 19 tháng 12 năm 2015. Truy cập ngày 10 tháng 2 năm 2025. Ghi chú: Người dùng phải lựa chọn hạng mục "Chung" (general) khi thể loại hiện dưới thanh tìm kiếm.
- "Grammy Awards: Album of the Year". Rock on the Net. Lưu trữ bản gốc ngày 16 tháng 11 năm 2015. Truy cập ngày 12 tháng 7 năm 2010.

### Riêng
1. ↑  "Overview" [Tổng quan] (bằng tiếng Anh). Viện hàn lâm Khoa học và Nghệ thuật Thu âm Quốc gia. Bản gốc lưu trữ ngày 11 tháng 8 năm 2011. Truy cập ngày 13 tháng 2 năm 2024.
2. ↑  "What's New For The 61st Grammy Awards?" [Có gì mới ở giải Grammy lần thứ 61] (bằng tiếng Anh). Viện hàn lâm Khoa học và Nghệ thuật Thu âm Quốc gia. ngày 29 tháng 3 năm 2019. Bản gốc lưu trữ ngày 29 tháng 3 năm 2019. Truy cập ngày 13 tháng 2 năm 2024.
3. ↑  "Recording Academy Updates Rules For 2022 Grammys" [Viện hàn lâm Thu âm cập nhật luật cho giải Grammy 2022] (bằng tiếng Anh). Viện hàn lâm Khoa học và Nghệ thuật Thu âm Quốc gia. ngày 26 tháng 5 năm 2021. Bản gốc lưu trữ ngày 26 tháng 5 năm 2021. Truy cập ngày 13 tháng 2 năm 2025.
4. 1 2  Paul Grein (ngày 16 tháng 6 năm 2023). "Here Are the 10 Biggest Changes to the Grammy Awards Process for 2024" [Đây là 10 thay đổi lớn nhất với quy trình giải Grammy năm 2024]. Billboard (bằng tiếng Anh). Bản gốc lưu trữ ngày 16 tháng 6 năm 2023. Truy cập ngày 13 tháng 2 năm 2025.
5. ↑  "What's The Difference? Grammy For Album vs. Record Of The Year Explained" [Giải thích sự khác nhau giữa hạng mục album của năm và thu âm của năm] (bằng tiếng Anh). Viện hàn lâm Khoa học và Nghệ thuật Thu âm Quốc gia. Bản gốc lưu trữ ngày 22 tháng 3 năm 2019. Truy cập ngày 13 tháng 2 năm 2025.
6. ↑  "Grammys 2024: Winners List" [Giải Grammy 2024: Danh sách người thắng cử]. The New York Times (bằng tiếng Anh). ngày 4 tháng 2 năm 2024. ISSN 0362-4331. Lưu trữ bản gốc ngày 5 tháng 2 năm 2024. Truy cập ngày 10 tháng 2 năm 2024.
7. ↑  Mier, Tomás (ngày 10 tháng 11 năm 2023). "Taylor Swift Now Has the Most Song of the Year Grammy Nominations. Like, Ever" [Giờ đây Taylor Swift là người có nhiều đề cử Grammy cho bài hát của năm nhất từ trước đến nay]. Rolling Stone (bằng tiếng Anh). Bản gốc lưu trữ ngày 4 tháng 12 năm 2024. Truy cập ngày 13 tháng 2 năm 2025.
8. 1 2  Savage, Mark; Youngs, Ian (ngày 5 tháng 2 năm 2024). "Grammys 2024: Taylor Swift makes history with best album award" [Giải Grammy 2024: Taylor Swift làm nên lịch sử với giải album của năm]. BBC (bằng tiếng Anh). Bản gốc lưu trữ ngày 6 tháng 2 năm 2024. Truy cập ngày 13 tháng 2 năm 2025.
9. ↑  Grein, Paul (ngày 6 tháng 10 năm 2022). "Judy Garland's Awards Show History: Historic Wins & Perplexing Losses" [Lịch sử lễ trao giải của Judy Garland: Những lần thắng cử lịch sử và những lần thất cử khó hiểu]. Billboard (bằng tiếng Anh). Truy cập ngày 13 tháng 2 năm 2025.
10. 1 2  Lynch, Joe (ngày 19 tháng 2 năm 2016). "Taylor Swift Joins Elite Club to Win Grammy Album of the Year More Than Once: See the Rest" [Taylor Swift gia nhập câu lạc bộ ưu tú giành giải Grammy cho album của năm nhiều hơn một lần: Hãy xem những người còn lại]. Billboard. Bản gốc lưu trữ ngày 1 tháng 3 năm 2016. Truy cập ngày 13 tháng 2 năm 2025.
11. 1 2 3  Mayfield, Taz (ngày 12 tháng 2 năm 2022). "Grammy Rewind: Lauryn Hill Becomes First Rap Artist To Win Album Of The Year With 'The Miseducation Of Lauryn Hill' In 1999" [Nhìn lại giải Grammy: Lauryn Hill trở thành nghệ sĩ rap đầu tiên thắng giải album của năm với 'The Miseducation Of Lauryn Hill' vào năm 1999] (bằng tiếng Anh). Viện hàn lâm Khoa học và Nghệ thuật Thu âm Quốc gia. Lưu trữ bản gốc ngày 10 tháng 2 năm 2025. Truy cập ngày 13 tháng 2 năm 2025.
12. ↑  Moon, Tom (ngày 11 tháng 2 năm 2008). "On 'River,' Hancock Skates Away with Grammy" [Với 'River,' Hancock trượt băng cùng Grammy]. NPR (bằng tiếng Anh). Lưu trữ bản gốc ngày 30 tháng 7 năm 2024. Truy cập ngày 13 tháng 2 năm 2025.
13. ↑  Betts, Stephen L. (ngày 28 tháng 3 năm 2017). "Flashback: 'O Brother, Where Art Thou' Wins Album of the Year Grammy" [Nhìn lại: ‘O Brother, Where Art Thou’ thắng giải Grammy cho album của năm]. Rolling Stone (bằng tiếng Anh). Bản gốc lưu trữ ngày 11 tháng 5 năm 2023. Truy cập ngày 13 tháng 2 năm 2025.
14. 1 2 3  "Past Winners Search" [Tìm kiếm những người chiến thắng trong quá khứ] (bằng tiếng Anh). Viện hàn lâm Khoa học và Nghệ thuật Thu âm Quốc gia. Lưu trữ bản gốc ngày 26 tháng 9 năm 2012. Truy cập ngày 10 tháng 2 năm 2025.
15. ↑  Avi Shekhtman. "People Who Are the Inspirations for the Most Beautiful Songs Ever Written" [Những nhân vật là niềm cảm hứng để những bài hát đẹp nhất đã ra đời]. History A2Z (bằng tiếng Anh). Bản gốc lưu trữ ngày 30 tháng 6 năm 2019. Truy cập ngày 13 tháng 2 năm 2025.
16. ↑  "First female artist to win all four Grammy Award general field categories at a single ceremony" [Nữ nghệ sĩ đầu tiên thắng cả bốn hạng mục chính của giải Grammy chỉ trong một lễ trao giải] (bằng tiếng Anh). Sách Kỷ lục Guinness. Lưu trữ bản gốc ngày 24 tháng 1 năm 2025. Truy cập ngày 13 tháng 2 năm 2025.
17. ↑  Haack, Brian (ngày 12 tháng 1 năm 2018). "Bob Newhart To Lauryn Hill: 4 Best New Artist & Album Of The Year Winners" [Bob Newhart đến Lauryn Hill: 4 nghệ sĩ thắng cử giải album của năm và nghệ sĩ mới xuất sắc nhất] (bằng tiếng Anh). Viện hàn lâm Khoa học và Nghệ thuật Thu âm Quốc gia. Truy cập ngày 13 tháng 2 năm 2025.
18. ↑  "60 Years of Getz/Gilberto" [60 năm ra đời 'Getz/Gilberto'] (bằng tiếng Anh). Đại học Kỹ thuật Columbia. ngày 16 tháng 6 năm 2024. Lưu trữ bản gốc ngày 20 tháng 6 năm 2024. Truy cập ngày 13 tháng 2 năm 2025.
19. ↑  Rolli, Bryan (ngày 28 tháng 2 năm 2023). "When the Beatles Became First Rock Act to Win Album of the Year" [Khi the Beatles trở thành nghệ sĩ rock đầu tiên thắng giải [Grammy cho] album của năm]. Ultimate Classic Rock (bằng tiếng Anh). Lưu trữ bản gốc ngày 7 tháng 6 năm 2023. Truy cập ngày 13 tháng 2 năm 2025.
20. ↑  "Grammy-Winning Duo Daft Punk Break Up After 28 years" [Nhóm nhạc hai người Daft Punk từng thắng cử Grammy đã tan rã sau 28 năm hoạt động]. VOA News (bằng tiếng Anh). ngày 22 tháng 2 năm 2021. Lưu trữ bản gốc ngày 2 tháng 2 năm 2025. Truy cập ngày 13 tháng 2 năm 2025.
21. 1 2  Weatherby, Taylor (ngày 6 tháng 4 năm 2022). "Bruno Mars' Grammys Legacy: How His 'Clean Sweep' With Silk Sonic Continued A Remarkable Winning Streak" [Di sản Grammy của Bruno Mars: Cách mà anh đã 'càn quét' với Silk Sonic để tiếp tục chuỗi thắng cử ấn tượng] (bằng tiếng Anh). Viện hàn lâm Khoa học và Nghệ thuật Thu âm Quốc gia. Lưu trữ bản gốc ngày 17 tháng 4 năm 2022. Truy cập ngày 13 tháng 2 năm 2025.
22. ↑  "Barbra Streisand" (bằng tiếng Anh). Viện hàn lâm Khoa học và Nghệ thuật Thu âm Quốc gia. Lưu trữ bản gốc ngày 7 tháng 2 năm 2025. Truy cập ngày 13 tháng 2 năm 2025.
23. ↑  "Lady Gaga" (bằng tiếng Anh). Viện hàn lâm Khoa học và Nghệ thuật Thu âm Quốc gia. Lưu trữ bản gốc ngày 7 tháng 1 năm 2023. Truy cập ngày 13 tháng 2 năm 2025.
24. ↑  Grein, Paul (ngày 3 tháng 9 năm 2019). "Here Is Every Live Album Nominated for Album of the Year at the Grammys — Will Beyoncé Be Next?" [Đây là tất cả những album trực tiếp từng được đề cử album của năm tại giải Grammy — Liệu Beyoncé sẽ là người kế tiếp?]. Billboard (bằng tiếng Anh). Truy cập ngày 13 tháng 2 năm 2025.
25. ↑  "Grammy Award for 1960 Album of the Year, awarded to Bob Newhart". Viện Smithsonian (bằng tiếng Anh). Truy cập ngày 13 tháng 2 năm 2025.
26. ↑  "Album Of The Year Grammy Winners: '50s And '60s" (bằng tiếng Anh). Viện hàn lâm Khoa học và Nghệ thuật Thu âm Quốc gia. ngày 27 tháng 10 năm 2016. Lưu trữ bản gốc ngày 25 tháng 1 năm 2025. Truy cập ngày 13 tháng 2 năm 2025.
27. ↑  Sisario, Ben (ngày 4 tháng 2 năm 2024). "Taylor Swift Makes History on a Night Dominated by Women" [Taylor Swift làm nên lịch sử trong đêm bị phụ nữ áp đảo]. The New York Times (bằng tiếng Anh). Lưu trữ bản gốc ngày 16 tháng 2 năm 2024. Truy cập ngày 13 tháng 2 năm 2024.
28. ↑  Hilburn, Robert (ngày 21 tháng 2 năm 1999). "Behind Grammy's Closed Door" [Đằng sau hậu trường của Grammy]. Los Angeles Times (bằng tiếng Anh). Lưu trữ bản gốc ngày 13 tháng 12 năm 2024. Truy cập ngày 13 tháng 2 năm 2025.
29. ↑  Wyman, Bill (ngày 11 tháng 2 năm 2011). "Why I Hate the Grammys" [Vì sao tôi ghét giải Grammy] (bằng tiếng Anh). Slate.com. Lưu trữ bản gốc ngày 15 tháng 2 năm 2011. Truy cập ngày 13 tháng 2 năm 2025.
30. ↑  Aswad, Jem (ngày 26 tháng 6 năm 2018). "Grammys Expand Major Category Nominations From Five to Eight" [Giải Grammy mở rộng các đề cử hạng mục chính từ năm lên tám đề cử]. Variety (bằng tiếng Anh). Bản gốc lưu trữ ngày 30 tháng 8 năm 2024. Truy cập ngày 13 tháng 2 năm 2025.
31. ↑  Grein, Paul (ngày 30 tháng 4 năm 2021). "Recording Academy Votes to End Grammy Nomination Review Committees" [Viện hàn lâm Thu âm bầu chọn chấm dứt Ủy ban đánh giá đề cử Grammy]. Billboard (bằng tiếng Anh). Bản gốc lưu trữ ngày 16 tháng 12 năm 2024. Truy cập ngày 13 tháng 2 năm 2025.
32. ↑  Grein, Paul (ngày 23 tháng 11 năm 2021). "Why Are the 2022 Grammys Jumping From 8 to 10 Nominees In Big Four Categories?" [Vì sao giải Grammy 2022 nâng từ tám lên 10 đề cử các hạng mục chính?]. Billboard (bằng tiếng Anh). Truy cập ngày 13 tháng 2 năm 2025.
33. ↑  Sisario, Ben; Coscarelli, Joe (ngày 24 tháng 11 năm 2021). "At Last Minute, Kanye West, Taylor Swift Added as Top Grammy Nominees" [Vào phút chót, Kanye West, Taylor Swift được bổ sung vào ứng viên dẫn đầu các đề cử Grammy]. The New York Times (bằng tiếng Anh). Lưu trữ bản gốc ngày 13 tháng 5 năm 2022. Truy cập ngày 13 tháng 2 năm 2025.
34. ↑  "Grammy Awards 1959 (May)" (bằng tiếng Anh). Awards & Shows. Lưu trữ bản gốc ngày 28 tháng 5 năm 2011. Truy cập ngày 20 tháng 7 năm 2011.
35. ↑  "Grammy Awards 1959 (November)" (bằng tiếng Anh). Awards & Shows. Lưu trữ bản gốc ngày 20 tháng 5 năm 2017. Truy cập ngày 20 tháng 7 năm 2011.
36. ↑  "Grammy Awards 1961" (bằng tiếng Anh). Awards & Shows. Lưu trữ bản gốc ngày 28 tháng 5 năm 2011. Truy cập ngày 10 tháng 12 năm 2011.
37. ↑  "Grammy Awards 1962" (bằng tiếng Anh). Awards & Shows. Lưu trữ bản gốc ngày 2 tháng 6 năm 2016. Truy cập ngày 10 tháng 2 năm 2025.
38. ↑  "Grammy Awards 1963" (bằng tiếng Anh). Awards & Shows. Lưu trữ bản gốc ngày 7 tháng 12 năm 2016. Truy cập ngày 10 tháng 2 năm 2025.
39. ↑  "Grammy Awards 1964" (bằng tiếng Anh). Awards & Shows. Lưu trữ bản gốc ngày 26 tháng 9 năm 2017. Truy cập ngày 10 tháng 2 năm 2025.
40. ↑  "Grammy Awards 1965" (bằng tiếng Anh). Awards & Shows. Lưu trữ bản gốc ngày 26 tháng 8 năm 2017. Truy cập ngày 10 tháng 2 năm 2025.
41. ↑  "Grammy Awards 1966" (bằng tiếng Anh). Awards & Shows. Lưu trữ bản gốc ngày 14 tháng 8 năm 2017. Truy cập ngày 10 tháng 2 năm 2025.
42. ↑  "Grammy Awards 1967" (bằng tiếng Anh). Awards & Shows. Lưu trữ bản gốc ngày 13 tháng 12 năm 2011. Truy cập ngày 10 tháng 2 năm 2025.
43. ↑  "Grammy Awards 1968" (bằng tiếng Anh). Awards & Shows. Lưu trữ bản gốc ngày 19 tháng 5 năm 2011. Truy cập ngày 10 tháng 2 năm 2025.
44. ↑  "12th Annual Grammy Awards". Grammy.com. Lưu trữ bản gốc ngày 10 tháng 2 năm 2025. Truy cập ngày 10 tháng 2 năm 2025.
45. ↑  "Grammy Awards 1970" (bằng tiếng Anh). Awards & Shows. Lưu trữ bản gốc ngày 1 tháng 6 năm 2011. Truy cập ngày 10 tháng 2 năm 2025.
46. ↑  "Grammy Awards 1971" (bằng tiếng Anh). Awards & Shows. Lưu trữ bản gốc ngày 13 tháng 1 năm 2011. Truy cập ngày 10 tháng 2 năm 2025.
47. ↑  "Grammy Awards 1972" (bằng tiếng Anh). Awards & Shows. Lưu trữ bản gốc ngày 1 tháng 6 năm 2011. Truy cập ngày 10 tháng 2 năm 2025.
48. ↑  "Grammy Awards 1973" (bằng tiếng Anh). Awards & Shows. Lưu trữ bản gốc ngày 1 tháng 6 năm 2011. Truy cập ngày 10 tháng 2 năm 2025.
49. ↑  "Grammy Awards 1974" (bằng tiếng Anh). Awards & Shows. Lưu trữ bản gốc ngày 2 tháng 6 năm 2011. Truy cập ngày 10 tháng 2 năm 2025.
50. ↑  "Grammy Awards 1975" (bằng tiếng Anh). Awards & Shows. Lưu trữ bản gốc ngày 20 tháng 5 năm 2017. Truy cập ngày 10 tháng 2 năm 2025.
51. ↑  "Grammy Awards 1976" (bằng tiếng Anh). Awards & Shows. Lưu trữ bản gốc ngày 16 tháng 1 năm 2011. Truy cập ngày 10 tháng 2 năm 2025.
52. ↑  "Grammy Awards 1977" (bằng tiếng Anh). Awards & Shows. Lưu trữ bản gốc ngày 9 tháng 12 năm 2010. Truy cập ngày 10 tháng 2 năm 2025.
53. ↑  "Grammy Awards 1978" (bằng tiếng Anh). Awards & Shows. Lưu trữ bản gốc ngày 20 tháng 8 năm 2011. Truy cập ngày 10 tháng 2 năm 2025.
54. ↑  "Bee Gees Head Lists For 6 Grammy Awards". Daytona Beach Morning Journal (bằng tiếng Anh). The News-Journal Corporation. ngày 9 tháng 1 năm 1979. Truy cập ngày 10 tháng 2 năm 2025.
55. ↑  Arar, Yardena (ngày 9 tháng 1 năm 1980). "Grammy awards field a definite mixed bag". The Spokesman-Review (bằng tiếng Anh). Cowles Publishing Company. Truy cập ngày 10 tháng 2 năm 2025.
56. ↑  "Newcomer Is Top Grammy Nominee". Sarasota Herald-Tribune (bằng tiếng Anh). The New York Times Company. ngày 10 tháng 1 năm 1981. Lưu trữ bản gốc ngày 3 tháng 12 năm 2024. Truy cập ngày 10 tháng 2 năm 2025.
57. ↑  "24th Annual Grammy Awards | Grammy.com". Grammy.com (bằng tiếng Anh). Lưu trữ bản gốc ngày 12 tháng 3 năm 2024. Truy cập ngày 10 tháng 2 năm 2025.
58. ↑  "Toto, Stevie Wonder top Grammy nominations". Lodi News-Sentinel. ngày 12 tháng 1 năm 1983. Truy cập ngày 9 tháng 2 năm 2025.
59. ↑  "Complete List of the Nominees for 26th Annual Grammy Music Awards". Schenectady Gazette (bằng tiếng Anh). The Daily Gazette Company. ngày 9 tháng 1 năm 1984. tr. 12. Lưu trữ bản gốc ngày 9 tháng 2 năm 2016. Truy cập ngày 10 tháng 2 năm 2025.
60. ↑  "David Foster Leading Grammy Nominations". Spartanburg Herald-Journal (bằng tiếng Anh). ngày 12 tháng 1 năm 1985. Lưu trữ bản gốc ngày 27 tháng 11 năm 2024. Truy cập ngày 10 tháng 2 năm 2025.
61. ↑  Grein, Paul (ngày 5 tháng 1 năm 1986). "PICKING THE Grammy NOMINEES OF 1986". Los Angeles Times (bằng tiếng Anh). Lưu trữ bản gốc ngày 6 tháng 12 năm 2024. Truy cập ngày 10 tháng 2 năm 2025.
62. ↑  "Grammy Nominations Led by Steve Winwood". The New York Times (bằng tiếng Anh). ngày 10 tháng 1 năm 1987. tr. 12. Lưu trữ bản gốc ngày 24 tháng 5 năm 2015. Truy cập ngày 10 tháng 2 năm 2015.
63. ↑  McShane, Larry (ngày 15 tháng 10 năm 1988). "Irish rockers among Grammy nominees". The Telegraph (bằng tiếng Anh). Telegraph Publishing Company. Truy cập ngày 9 tháng 2 năm 2025.
64. ↑  De Atley, Richard (ngày 11 tháng 1 năm 1989). "Grammy nominations: Tracy Chapman, Bobby McFerrin lead pack". Pittsburgh Press (bằng tiếng Anh). E. W. Scripps Company. Lưu trữ bản gốc ngày 27 tháng 11 năm 2024. Truy cập ngày 10 tháng 2 năm 2025.
65. ↑  "Grammys reach out to young listeners". Lodi News-Sentinel (bằng tiếng Anh). ngày 21 tháng 2 năm 1990. Lưu trữ bản gốc ngày 3 tháng 12 năm 2024. Truy cập ngày 10 tháng 2 năm 2025.
66. ↑  Pareles, Jon (ngày 11 tháng 1 năm 1991). "Grammy Nominees Announced". The New York Times (bằng tiếng Anh). Lưu trữ bản gốc ngày 30 tháng 3 năm 2010. Truy cập ngày 9 tháng 2 năm 2025.
67. ↑  "Nominations for the 34th Annual Grammy Awards". Cashbox (bằng tiếng Anh). ngày 18 tháng 1 năm 1992. Truy cập ngày 10 tháng 2 năm 2025.
68. ↑  Haring, Bruce (ngày 7 tháng 1 năm 1993). "Grammy noms rain down on Clapton". Variety (bằng tiếng Anh). Lưu trữ bản gốc ngày 20 tháng 1 năm 2025. Truy cập ngày 10 tháng 2 năm 2025.
69. ↑  "Grammy Nominations". The Baltimore Sun (bằng tiếng Anh). ngày 7 tháng 1 năm 1994. Lưu trữ bản gốc ngày 6 tháng 11 năm 2023. Truy cập ngày 10 tháng 2 năm 2025.
70. ↑  "The 37th Grammy Nominations". Los Angeles Times (bằng tiếng Anh). ngày 6 tháng 1 năm 1995. tr. 1. Lưu trữ bản gốc ngày 30 tháng 5 năm 2012. Truy cập ngày 10 tháng 2 năm 2025.
71. ↑  Strauss, Neil (ngày 5 tháng 1 năm 1996). "New Faces in Grammy Nominations". The New York Times (bằng tiếng Anh). Lưu trữ bản gốc ngày 22 tháng 12 năm 2010. Truy cập ngày 10 tháng 2 năm 2025.
72. ↑  Strauss, Neil (ngày 8 tháng 1 năm 1997). "Babyface, Celine Dion And Pumpkins Compete For Multiple Grammys". The New York Times (bằng tiếng Anh). tr. 2. Lưu trữ bản gốc ngày 14 tháng 11 năm 2013. Truy cập ngày 10 tháng 2 năm 2025.
73. ↑  "Grammy Nominations". Variety (bằng tiếng Anh). ngày 5 tháng 1 năm 1998. Lưu trữ bản gốc ngày 22 tháng 1 năm 2025. Truy cập ngày 10 tháng 2 năm 2025.
74. ↑  "Academy's Complete List of Nominees". Los Angeles Times (bằng tiếng Anh). ngày 6 tháng 1 năm 1999. Lưu trữ bản gốc ngày 3 tháng 12 năm 2024. Truy cập ngày 10 tháng 2 năm 2025.
75. ↑  "42nd Grammy Award Nominations (2000)". DigitalHit (bằng tiếng Anh). Lưu trữ bản gốc ngày 1 tháng 8 năm 2020. Truy cập ngày 10 tháng 2 năm 2025.
76. ↑  "The Nominees in the Four Top Grammy Categories". Billboard (bằng tiếng Anh). ngày 3 tháng 2 năm 2001. Truy cập ngày 10 tháng 2 năm 2025.
77. ↑  "44th Annual Grammy Award Nominations". Variety (bằng tiếng Anh). ngày 4 tháng 1 năm 2002. Lưu trữ bản gốc ngày 16 tháng 3 năm 2023. Truy cập ngày 10 tháng 2 năm 2025.
78. ↑  "45th Annual Grammy Award Nominations". Variety (bằng tiếng Anh). ngày 7 tháng 1 năm 2003. Lưu trữ bản gốc ngày 20 tháng 10 năm 2019. Truy cập ngày 10 tháng 2 năm 2025.
79. ↑  Gallo, Phil (ngày 8 tháng 2 năm 2004). "Beyonce beats the rap at the Grammys". Variety (bằng tiếng Anh). Lưu trữ bản gốc ngày 5 tháng 12 năm 2024. Truy cập ngày 10 tháng 2 năm 2025.
80. ↑  Gallo, Phil (ngày 7 tháng 12 năm 2004). "Grammy gets its groove on". Variety (bằng tiếng Anh). Lưu trữ bản gốc ngày 22 tháng 7 năm 2015. Truy cập ngày 10 tháng 2 năm 2025.
81. ↑  "48th annual Grammy nominations list". Variety (bằng tiếng Anh). ngày 8 tháng 12 năm 2005. Lưu trữ bản gốc ngày 26 tháng 1 năm 2021. Truy cập ngày 10 tháng 2 năm 2025.
82. ↑  "49th Annual Grammy Awards Winners List" (bằng tiếng Anh). National Academy of Recording Arts and Sciences. Bản gốc lưu trữ ngày 20 tháng 12 năm 2006. Truy cập ngày 10 tháng 2 năm 2025.
83. ↑  "2008 Grammy Winners List". CBS News (bằng tiếng Anh). ngày 6 tháng 12 năm 2007. Lưu trữ bản gốc ngày 9 tháng 2 năm 2025. Truy cập ngày 10 tháng 2 năm 2025.
84. ↑  "51st Annual Grammy Awards nominations". Variety (bằng tiếng Anh). ngày 3 tháng 12 năm 2008. Lưu trữ bản gốc ngày 26 tháng 1 năm 2025. Truy cập ngày 10 tháng 2 năm 2025.
85. ↑  "52nd Annual Grammy Awards Nominees And Winners: General Field" (bằng tiếng Anh). Viện hàn lâm Khoa học và Nghệ thuật Thu âm Quốc gia. Lưu trữ bản gốc ngày 3 tháng 3 năm 2016. Truy cập ngày 11 tháng 2 năm 2025.
86. ↑  "Final Nominations List: 53rd Annual Grammy Awards" (PDF) (bằng tiếng Anh). Viện hàn lâm Khoa học và Nghệ thuật Thu âm Quốc gia. Lưu trữ (PDF) bản gốc ngày 11 tháng 11 năm 2021. Truy cập ngày 11 tháng 2 năm 2025.
87. ↑  Lapatine, Scott (ngày 30 tháng 11 năm 2011). "Bon Iver Nominated for 4 Grammy Awards". Stereo Gum (bằng tiếng Anh). Lưu trữ bản gốc ngày 18 tháng 8 năm 2020. Truy cập ngày 11 tháng 2 năm 2025.
88. ↑  "Grammys 2013: Full nominations list of the 55th Annual Grammy Awards". New York Daily News (bằng tiếng Anh). ngày 5 tháng 12 năm 2012. Lưu trữ bản gốc ngày 19 tháng 10 năm 2019. Truy cập ngày 11 tháng 2 năm 2025.
89. ↑  "Grammys 2014: The complete list of nominees and winners". Los Angeles Times (bằng tiếng Anh). ngày 26 tháng 1 năm 2014. ISSN 0458-3035. Lưu trữ bản gốc ngày 4 tháng 3 năm 2015. Truy cập ngày 11 tháng 2 năm 2025.
90. ↑  "Grammy Nominees & Winners 2015". VOA News (bằng tiếng Anh). ngày 6 tháng 2 năm 2015. Lưu trữ bản gốc ngày 6 tháng 12 năm 2021. Truy cập ngày 11 tháng 2 năm 2025.
91. ↑  "Grammy Nominations 2016: See the Full List of Nominees". Billboard (bằng tiếng Anh). ngày 7 tháng 12 năm 2015. Bản gốc lưu trữ ngày 10 tháng 12 năm 2015. Truy cập ngày 11 tháng 2 năm 2025.
92. ↑  "59th Annual Grammy Awards Winners & Nominees" (bằng tiếng Anh). Bản gốc lưu trữ ngày 13 tháng 2 năm 2017. Truy cập ngày 11 tháng 2 năm 2025.
93. ↑  "Grammy Awards: Record of the Year 2017". Viện hàn lâm Khoa học và Nghệ thuật Thu âm Quốc gia (bằng tiếng Anh). Lưu trữ bản gốc ngày 28 tháng 1 năm 2018. Truy cập ngày 11 tháng 2 năm 2025.
94. ↑  "2019 Grammy Awards: Complete Nominees And Winners List". Viện hàn lâm Khoa học và Nghệ thuật Thu âm Quốc gia (bằng tiếng Anh). Lưu trữ bản gốc ngày 27 tháng 6 năm 2019. Truy cập ngày 11 tháng 2 năm 2025.
95. ↑  "2020 Grammy Awards: Complete Nominees List" (bằng tiếng Anh). Bản gốc lưu trữ ngày 16 tháng 12 năm 2019. Truy cập ngày 11 tháng 2 năm 2025.
96. ↑  "2021 Grammys Awards Show: Complete Winners List" (bằng tiếng Anh). Bản gốc lưu trữ ngày 6 tháng 12 năm 2021. Truy cập ngày 11 tháng 2 năm 2025.
97. ↑  "2022 Grammys Awards: Complete Nominations List" (bằng tiếng Anh). Bản gốc lưu trữ ngày 20 tháng 12 năm 2021. Truy cập ngày 11 tháng 2 năm 2025.
98. ↑  "2023 Grammy Nominations: See The Complete Nominees List". Grammys. ngày 15 tháng 11 năm 2022. Lưu trữ bản gốc ngày 7 tháng 12 năm 2014. Truy cập ngày 15 tháng 11 năm 2022.
99. ↑  Bloom, Madison (ngày 5 tháng 2 năm 2023). "Grammys 2023 Winners: See the Full List Here". Pitchfork (bằng tiếng Anh). Lưu trữ bản gốc ngày 6 tháng 2 năm 2023. Truy cập ngày 11 tháng 2 năm 2025.
100. ↑  "2023 Grammy Nominations: See The Complete Nominees List". Grammys (bằng tiếng Anh). ngày 10 tháng 11 năm 2023. Lưu trữ bản gốc ngày 10 tháng 11 năm 2023. Truy cập ngày 10 tháng 11 năm 2023.
101. ↑  Monroe, Jazz (ngày 8 tháng 11 năm 2024). "Grammy Nominations 2025: See the Full List Here". Pitchfork (bằng tiếng Anh). Lưu trữ bản gốc ngày 8 tháng 11 năm 2024. Truy cập ngày 9 tháng 11 năm 2024.